# Becker (Familienname)
Becker ist ein deutscher Familienname.

## Herkunft und gleichbedeutende Namen
Der Name auf -er ist eine jüngere Bildung zu den älteren Namensformen Beck und Becke. Meistens handelt es sich um die Berufsbezeichnung des Bäckers. Der Name kann aber seltener auch (wie der Name Bach) darauf zurückgehen, dass jemand an einem Bach (Beck) wohnte; dies gilt vor allem in Norddeutschland. Die alten Namensformen Beck und Becke sind vor allem in Oberdeutschland verbreitet.
Die Schreibweise Bäcker ist seltener und überwiegend in Norddeutschland zu finden.
Die Bedeutung „von Beruf Bäcker“ haben auch die Namen Backer und Brodbeck sowie die latinisierte Form Pistorius.

## Ableitungen und Varianten
Neben den Erweiterungen Beckers und Beckert gibt es einige Zusammensetzungen mit Beck(er) wie z. B. Kuchenbecker, Beckmann oder Beckenbauer (ein Bauer, der auch Bäcker war). Eine weitere Variante ist Böck.

## Häufigkeit

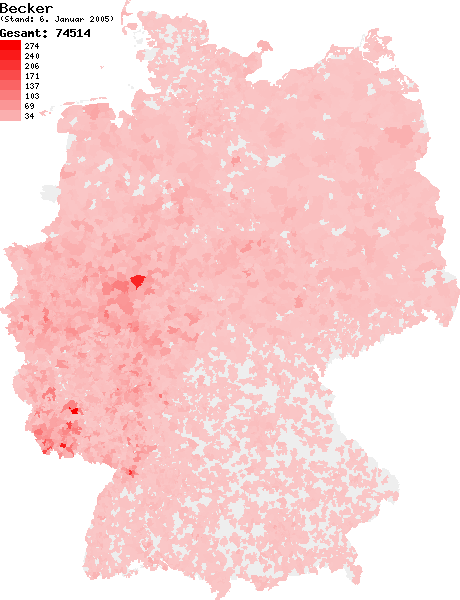
Häufigkeitsverteilung des Familiennamens Becker in Deutschland gemäß Einträgen im Telefonbuch (Stand: Januar 2005)

Der Name Becker belegt in Deutschland Platz 8 unter den häufigsten Familiennamen.

## Namensträger
- Becker (Gelehrtenfamilie), in Mecklenburg weit verzweigtes Geschlecht von Akademikern seit dem 17. Jahrhundert
- Becker (Malerfamilie), Malerfamilie des 19., 20. und 21. Jahrhunderts, deren Vorfahren Kunst- und Landschaftsgärtner zu Bonn waren

### A
- Aaron Becker (* 1974), US-amerikanischer Autor und Illustrator von Kinderbüchern und -filmen
- Achim Becker (1931–2021), deutscher Politiker (SED) und Medienfunktionär
- Adi Becker (* 1969), deutscher Komponist, Dirigent und Jazzmusiker
- Adolf von Becker (1831–1909), finnischer Maler und Kunstlehrer
- Adolf Becker (Politiker) (1848–1922), deutscher Politiker, Bürgermeister von Rostock
- Adolf Becker (Unternehmer) (1857–1911), deutscher Unternehmensgründer
- Adolf Becker (Militärmusiker) (1870–1941), deutscher Kapellmeister, Obermusikmeister, Militärmusiker
- Adolf Becker (Mediziner) (1871–1947), deutscher Mediziner
- Adolf Becker (Geologe) (1871–1952), deutscher Geologe, Botaniker, Lehrer und Museumsgründer
- Adrian Becker (* 1970), deutscher Sänger, Musicaldarsteller, Schauspieler und Tänzer
- Agnes Becker (* 1980), deutsche Politikerin (ÖDP)
- Alan Becker (* 1989), US-amerikanischer Webanimator
- Alban Becker (1922–1992), deutscher Arzt
- Albert Becker (Maler) (1830–1896), deutscher Maler
- Albert Becker (Komponist) (1834–1899), deutscher Komponist
- Albert Becker (Historiker) (1879–1957), deutscher Historiker und Volkskundler
- Albert Becker (Schachspieler) (1896–1984), österreichischer Schachspieler
- Albert Becker (Politiker), deutscher Politiker (SPS)
- Albert Becker (Fußballtrainer) (1930–2013), deutscher Fußballtrainer
- Albert Becker (Mediziner) (* 1968), deutscher Neuropathologe und Hochschullehrer
- Albert-Carl Becker (1904–2000), deutscher Sportler
- Albert Gerhard Becker (1770–1843), deutscher Theologe und Philologe
- Albrecht Becker (Architekt) (1840–1911), deutscher Architekt
- Albrecht Becker (Szenenbildner) (1906–2002), deutscher Szenenbildner
- Alexander Becker (Entomologe) (1818–1901), russlanddeutscher Entomologe und Botaniker
- Alexander Becker (Kupferstecher) (1828–1877), deutscher Kupferstecher
- Alexander Becker (Mediziner) (1857–1918), preußischer Sanitätsoffizier und Geheimer Medizinalrat
- Alexander Becker (Unternehmer) (1878–1939), deutscher Unternehmer
- Alexander Becker (Philosoph) (* 1966), deutscher Philosoph und Hochschulprofessor
- Alexander Becker (Musikwissenschaftler) (* 1972), deutscher Musikwissenschaftler und Politiker (CDU), MdL
- Alexander Becker (Handballspieler) (* 1991), deutscher Handballspieler
- Alexandra Becker (1925–1990), deutsche Schriftstellerin, siehe Rolf und Alexandra Becker
- Alexandra Becker (Politikerin) (* 1995), deutsche Politikerin (SPD)
- Alfons Becker (1922–2011), deutscher Historiker
- Alfred Becker (Ingenieur) (1899–1981), deutscher Ingenieur und Wehrmachtsoffizier
- Alfred Becker (Mediziner) (1912–1990), deutscher HNO-Arzt und Hochschullehrer
- Alfred Becker (Politiker) (1930–1995), deutscher Vermessungstechniker und Politiker (CDU)
- Alfred Becker (Hydrologe) (1934–2010), deutscher Hydrologe
- Alison Becker (* 1977), US-amerikanische Schauspielerin
- Alisson Becker (* 1992), deutsch-brasilianischer Fußballtorhüter, siehe Alisson
- Alois von Becker (1842–1900), Konteradmiral der k.k. Kriegsmarine
- Alois Becker (1910–1993), deutscher Politiker (CDU)
- Aloys Becker (1898–1982), deutscher Verwaltungsbeamter, Richter am Bundesdisziplinarhof, Leiter des Polizeiamtes Gelsenkirchen
- Alwy Becker (* 1937), deutsche Schauspielerin
- André Becker (* 1996), deutsch-brasilianischer Fußballspieler
- Andrea Becker (* 1970), deutsche Verwaltungsjuristin und politische Beamtin
- Andreas Becker (Gitarrist) (1957–2023), deutscher Gitarrist
- Andreas Becker (Bodybuilder) (* 1965), deutscher Bodybuilder
- Andreas Becker (Politiker) (* 1966), deutscher Politiker (SPD)
- Andreas Becker (Hockeyspieler) (* 1970), deutscher Hockeyspieler
- Andreas Becker (Puppenspieler) (* 1974), deutscher Puppenspieler und -schnitzer
- Angela Becker-Fuhr (* 1946), deutsche Malerin
- Anke Becker (* 1967), deutsche Biologin und Hochschullehrerin
- Anna Becker (Schriftstellerin) (Anna Henriette Wilhelmine Becker; 1851–1899), deutsche Schriftstellerin
- Anna Becker (Malerin) (Anna Elise Adolphine Becker; 1875–1953), deutsche Malerin
- Anna Becker (Widerstandskämpferin) (1920–1943), deutsche Widerstandskämpferin, siehe Personen der „Roten Kapelle“
- Anne Becker (* 1989), deutsche Ruderin
- Annette Becker (* 1953), französische Historikerin
- Anni Becker (1926–2009), deutsche Sängerin, Liedermacherin, Schriftstellerin und Performerin
- Annika Becker (* 1981), deutsche Leichtathletin
- Antje Hüter-Becker (1941–2016), deutsche Physiotherapeutin und Buchautorin
- Antoinette Becker (1920–1998), französisch-deutsche Autorin
- Anton Becker (Maler) (1846–1915), deutscher Landschafts- und Jagdmaler
- Anton Becker (Architekt) (1853–1899), deutscher Architekt und Kirchenbaumeister
- Anton Becker (Autor) (1868–1955), österreichischer Lehrer, Autor und Denkmalpfleger
- Anton Becker (Politiker, 1883) (1883–1965), deutscher Politiker (KPD)
- Anton Becker (Politiker, 1907) (1907–1963), deutscher Politiker (CDU)
- Armin Becker (* 1962), deutscher Archäologe
- Arnold Becker (1853–1928), deutscher Unternehmer und Kommunalpolitiker
- Arthur Becker (Politiker, 1853) (Heinrich Arthur Becker; 1853–1933), deutscher Rittergutsbesitzer und Politiker, MdL Sachsen
- Arthur Becker (Politiker, 1862) (1862–1933), deutscher Politiker (SPD)
- Arthur Becker (Chemiker) (Arthur Hugo Hermann Becker; 1884–1967), deutscher Chemiker und Politiker, MdL Kurhessen
- Artur Becker (Politiker) (1905–1938), deutscher Kommunist und Widerstandskämpfer
- Artur Becker (Schriftsteller) (* 1968), deutsch-polnischer Schriftsteller
- August Becker (Politiker, 1803) (1803–1881), deutscher Politiker, MdL Hessen
- August Becker (Journalist) (1812–1871), deutscher Schriftsteller, Politiker und Theologe
- August Becker (Maler) (1821–1887), deutscher Maler
- August Becker (Autor) (1828–1891), deutscher Schriftsteller
- August Becker (Schauspieler) (1834–1877), deutscher Schauspieler
- August Becker (Richter) (1864–nach 1920), deutscher Richter
- August Becker (Architekt) (1866–1951), deutscher Architekt
- August Becker (Politiker, 1869) (1869–1944), deutscher Maurer und Politiker (SPD)
- August Becker (Maler, 1878) (1878–1942), deutscher Maler und Holzschneider
- August Becker (Physiker) (1879–1953), deutscher Physiker
- August Becker (Politiker, III), deutscher Politiker (DVFP), MdL Mecklenburg-Strelitz
- August Becker (Chemiker) (1900–1967), deutscher SS-Obersturmführer und Chemiker
- August Christian Hinrich Becker (1824–1887), deutscher Kaufmann und Politiker, MdHB
- Axel Becker (1963–2015), deutscher Schlagersänger

### B
- Barbara Becker (Philosophin) (1954–2009), deutsche Philosophin und Hochschullehrerin
- Barbara Becker (Schauspielerin) (* 1966), deutsche Schauspielerin, Mode- und Schmuckdesignerin
- Barbara Becker (Politikerin) (* 1969), deutsche Politikerin (CSU)
- Barbara Becker-Cantarino (* 1937), deutsche Germanistin
- Barbara Becker-Hornickel (* 1953), deutsche Ökonomin und Politikerin (FDP)
- Barbara Becker-Jákli (* 1952), deutsche Historikerin
- Bastian Becker (* 1979), deutscher Fußballtorwart
- Ben Becker (* 1964), deutscher Schauspieler, Synchron- sowie Hörspielsprecher und  Sänger
- Benjamin Becker (* 1981), deutscher Tennisspieler
- Benjamin Becker (Kulturmanager) (* 1983), deutscher Bildungs- und Kulturmanager
- Benno Becker (1860–1938), deutscher Maler
- Bernd Becker (Schriftsteller) (Pseudonym Bernd Beckstrat; 1879–nach 1956), deutscher Kaufmann und Schriftsteller
- Bernd Becker (Forstwissenschaftler) (1940–1994), deutscher Forstwissenschaftler und Hochschullehrer
- Bernd Becker (Jurist) (1941–2012), deutscher Jurist und Hochschullehrer
- Bernd Becker (Fußballspieler) (* 1943), deutscher Fußballspieler
- Bernd Becker (Informatiker) (* 1954), deutscher Informatiker und Hochschullehrer
- Bernd Becker (Chefredakteur), deutscher Chefredakteur der Spielbox
- Bernd Becker (Journalist, 1968) (* 1968), deutscher Journalist und Politikberater
- Bernd Becker (Theologe) (* 1968), deutscher evangelischer Theologe, Journalist und Verleger
- Bernhard Becker (Geistlicher, 1819) (1819–1879), Schweizer Theologe, Journalist und Sozialpolitiker
- Bernhard Becker (Schriftsteller) (1826–1882), deutscher Schriftsteller und Politiker
- Bernhard Becker (Theologe, 1843) (1843–1894), deutscher Theologe
- Bertha K. Becker (1930–2013), brasilianische Geographin
- Bessie Becker (1919–1971), deutsche Designerin, Fotografin und Kostümbildnerin
- Birgit Becker (* 1978), deutsche Soziologin und Hochschullehrerin
- Bob Becker (* 1947), Perkussionist und Komponist
- Bonifatius Becker (1898–1981), deutscher Benediktinerabt
- Boris Becker (Fotograf) (* 1961), deutscher Fotograf
- Boris Becker (* 1967), deutscher Tennisspieler
- Boris Becker (Schauspieler) (* 1976),  deutscher Schauspieler
- Bowe Becker (* 1997), US-amerikanischer Schwimmer
- Britta Becker (Regisseurin) (* 1965), deutsche Kamerafrau und Regisseurin
- Britta Becker (* 1973), deutsche Hockeyspielerin
- Bruce Becker (* 1988), deutscher Eishockeyspieler
- Bruno Becker (Jurist) (1877–nach 1945), deutscher Jurist
- Bruno Becker (Offizier) (1894–1972), deutscher Jurist und Generalintendant
- Bruno Becker (Abt) (* 1945), österreichischer Abt

### C
- Carl Becker (Bankier) (1820–1897), deutscher Bankier
- Carl Becker (Heimatforscher) (1854–1932), deutscher Lehrer, Heimatforscher und Bibliothekar
- Carl Becker (Marinemaler) (1862–1926), deutscher Maler
- Carl Becker (Militärmaler) (1862–vor 1935), deutscher Maler und Illustrator
- Carl Becker (Filmschaffender), Filmregisseur, Schauspieler, Drehbuchautor und Produzent
- Carl Becker (Archivar) (auch Karl Becker; 1885–1964), deutscher Lehrer, Archivar und Historiker
- Carl Becker (Offizier) (1895–1966), deutscher Generalleutnant
- Carl Becker (Philologe) (1925–1973), deutscher Klassischer Philologe
- Carl Ernst Becker (1822–1902), sorbisch-deutscher Lehrer und Autor
- Carl Ferdinand Becker (Musikschriftsteller) (1804–1877), deutscher Organist und Musikschriftsteller
- Carl Fredrick Becker (1919–2013), US-amerikanischer Geigenbauer
- Carl Heinrich Becker (1876–1933), deutscher Orientalist und Politiker
- Carl Johan Becker (1915–2001), dänischer Prähistoriker
- Carl Johann Becker-Gundahl (1856–1925), deutscher Maler
- Carl Johann Franz Josef Becker (1794–1848), deutscher Schauspieler
- Carl Johannes Becker (1858–1921), deutscher Violinist und Musiklehrer
- Carl Leonhard Becker (1843–1917), deutscher Maler und Kupferstecher
- Carl Lotus Becker (1873–1945), US-amerikanischer Historiker
- Carl Theodor Becker (1807–1860), schwedischer Kunstschreiner
- Carl Woldemar Becker (1841–1901), deutscher Eisenbahningenieur
- Carla Becker (* 1950), deutsche Schauspielerin
- Carolyn Becker (* 1958), US-amerikanische Volleyballspielerin
- Carsten Becker (Billardspieler), deutscher Billardspieler
- Carsten Becker (Dartspieler), deutscher Dartspieler
- Carsten Becker (Politiker) (* 1990), deutscher Politiker (AfD), MdL
- Catherina Becker (* 1964), deutsche Biologin und Hochschullehrerin
- Charlie Becker (1887–1968), deutsch-amerikanischer Schauspieler
- Charlotte Becker (* 1983), deutsche Radrennfahrerin
- Christian Becker (Regisseur) (* 1971), deutscher Filmeditor und Regisseur
- Christian Becker (* 1972), deutscher Filmproduzent
- Christian Becker (Jurist) (* 1977), deutscher Rechtswissenschaftler
- Christian Becker (Leichtathlet), deutscher Langstreckenläufer
- Christian Becker-Carus (* 1936), deutscher Professor für Psychologie
- Christian Gottfried Becker (1771–1820), deutscher Industrieller
- Christiane Becker-Neumann (1778–1797), deutsche Schauspielerin
- Christina Becker (* 1977), deutsche Radsportlerin
- Christine Becker (* 1981), deutsche Windsurferin
- Christoph Becker (Politiker, 1814) (1814–1886), deutscher Jurist und Politiker
- Christoph Becker (Historiker) (1855–1873), deutscher Historiker
- Christoph Becker (Geograph) (1938–2008), deutscher Geograph
- Christoph Becker (Jurist) (* 1960), deutscher Rechtswissenschaftler
- Christoph Becker (Kunsthistoriker) (* 1960), deutscher Kunsthistoriker und Museumsdirektor
- Christoph Becker (Politiker, 1963), deutscher Politiker, Bürgermeister von Bornheim
- Christoph Becker (Musikproduzent) (* 1967), deutscher  Musikproduzent und Verbandsfunktionär
- Christoph August Becker (1747–nach 1790), deutscher Glockengießer
- Christoph Edmund Becker, siehe Christophorus Becker
- Christopher Becker (* 1980), deutscher Filmregisseur
- Christophorus Becker (1875–1937), deutscher Missionar und Hochschullehrer
- Claudia Becker (* 1967), deutsche Hochschullehrerin und Statistikerin
- Claus Becker (1900–1974), deutscher Journalist
- Clemens Becker (1869–1961), deutscher Politiker (SPD)
- Constanze Becker (* 1978), deutsche Schauspielerin
- Cornelius Becker (1561–1604), deutscher Dichter und Pastor
- Cornelus Becker (1886–1913), niederländischer Turner
- Courtenay Becker-Dey (* 1965), US-amerikanische Seglerin
- Curt Becker (Rechtsanwalt) (1884–nach 1970), deutscher Rechtsanwalt
- Curt Becker (Regisseur) (1903–1976), deutscher Hörspielregisseur
- Curt Becker (Politiker, 1905) (1905–1987), deutscher Fabrikant und Politiker (CDU)
- Curt Becker (Politiker, 1936) (1936–2018), deutscher Politiker (CDU)
- Curth Georg Becker (1904–1972), deutscher Maler und Grafiker

### D
- Dagmar Becker (* 1955), deutsche Politikerin (SPD)
- Dagmar Becker (Stadtdirektorin) (* 1961), deutsche Wahlbeamtin und Politikerin (Grüne)
- David Becker (* 1954), deutscher Psychologe, Hochschullehrer und Experte der Psychotraumatologie
- David Nikolaus Becker (1932–2016), deutscher römisch-katholischer Theologe
- Denise Becker (vor 1900–nach 1932), französische Schauspielerin
- Dennis Becker (* 1976), deutscher Musiker
- Desiree Becker (* 1994), deutsche Politikerin (Die Linke)
- Detlef Becker (1963–1982), deutscher Bankkaufmann
- Diane Becker (* 1969), US-amerikanische Filmproduzentin
- Dieter Becker (Politiker) (* 1940), deutscher Politiker (SPD)
- Dieter Becker (Theologe, 1950) (* 1950), deutscher Missionstheologe und Religionswissenschaftler
- Dieter Becker (Theologe, 1963) (* 1963), deutscher evangelischer Theologe und Betriebswirt
- Dietrich Becker (Münzmeister) (vor 1498–nach 1548), deutscher Münzmeister
- Dietrich Becker (Komponist) (um 1623–1679), deutscher Komponist und Violinist
- Dietrich Becker (Priester) (1830–1879), deutscher katholischer Priester und Theologe
- Dietrich Becker (Maler) (* 1940), deutscher Maler
- Dietrich Becker (Diplomat) (* 1961), deutscher Diplomat
- Dirk Becker (* 1966), deutscher Politiker (SPD)
- Djenifer Becker (* 1995), brasilianische Fußballspielerin
- Dominik Becker (* 2000), deutscher Fußballspieler
- Dorit Becker (* 1977), deutsche Journalistin, Hörfunk- und Fernsehmoderatorin
- Dorothea Becker (um 1535–1609), deutsche angebliche Hexe

### E
- Eberhard Becker (Geistlicher) (1823–1897), deutscher Geistlicher
- Eberhard Becker (Mathematiker) (* 1943), deutscher Mathematiker und Hochschullehrer
- Eberhard Becker (Organist) (* 1950), deutscher Kirchenmusiker, Organist und Kantor
- Eckefried Becker (1929–2003), deutscher Leichtathlet
- Eckhard Becker (1945–2009), deutscher Schauspieler und Theaterregisseur
- Edmund Becker (Politiker) (1809–1877), deutscher Bankier, Kammerfunktionär und Politiker, MdL Sachsen
- Edmund Becker (1875–1937), deutscher Missionar und Ethnograph, siehe Christophorus Becker
- Edmund Becker (* 1956), deutscher Fußballspieler und -trainer
- Eduard Becker (Forstwissenschaftler) (1792–1880), deutscher Forstwissenschaftler und Ökonom
- Eduard Becker (Ingenieur) (1832–1913), deutscher Ingenieur und Unternehmer
- Edwin D. Becker (* 1930), US-amerikanischer Chemiker
- Egeling Becker (Engelinus Becker; † 1481), deutscher Prediger und Schriftsteller
- Egon Becker (Künstler) (1910–1989), deutscher Maler, Grafiker und Innenarchitekt
- Egon Becker (1936–2024), deutscher Physiker und Wissenschaftsforscher
- Eike Becker (* 1962), deutscher Architekt
- Ekkehard Becker-Eberhard (* 1952), deutscher Jurist und Hochschullehrer
- Elisabeth Becker (Politikerin) (1897–nach 1950), deutsche Politikerin (LDP/SED)
- Elisabeth Becker (KZ-Aufseherin) (1923–1946), deutsche KZ-Aufseherin
- Elisabeth Trube-Becker (1919–2012), deutsche Rechtsmedizinerin
- Elisabeth Winkelmeier-Becker (* 1962), deutsche Politikerin (CDU)
- Elizabeth Becker (Journalistin) (* 1947), US-amerikanische Journalistin
- Elizabeth Becker-Pinkston (1903–1989), US-amerikanische Wasserspringerin
- Ellen Becker (* 1960), deutsche Ruderin
- Emil Becker (Unternehmer) (vor 1836–1892), deutscher Unternehmer und Kunstsammler
- Emil Becker (Intendant) (1859–1934), deutscher Dramaturg, Regisseur und Theaterintendant
- Emil Becker (Cellist) (1863–1941), deutscher Cellist
- Emil Becker (Heimatforscher, 1884) (1884–1967), deutscher Lehrer und Heimatforscher (Hessen)
- Emil Becker (Heimatforscher, 1886) (1886–1974), deutscher Lehrer und Heimatforscher (Norddeutschland)
- Emil Becker (Widerstandskämpfer) (1888–1943), deutscher Widerstandskämpfer gegen den Nationalsozialismus
- Emil Becker (Architekt) (Emil Max Becker; 1888–1970), deutscher Architekt
- Emil Becker-Bender (1905–1995), deutscher Handelslehrer, Schuldirektor, Fachautor und Heimatforscher
- Emil Wilhelm Becker (Emil Wilhelm August von Becker; 1881–1952), deutsch-rumänischer Bildhauer
- Emily Dische-Becker (* 1983), deutsche Journalistin, Autorin und Übersetzerin
- Emma Becker (* 1988), französische Schriftstellerin
- Enno Becker (1869–1940), deutscher Jurist
- Enrico Becker (1982–2014), deutscher Motorradrennfahrer
- Erich Becker (Verleger) (?–1952), deutscher Verleger
- Erich Becker (Theologe) (1883–1959), deutscher evangelischer Pfarrer, Theologe und Christlicher Archäologe
- Erich Becker (Jurist) (1906–1981), deutscher Jurist
- Erich Becker (Manager) (1920–2003), deutscher Flughafenmanager
- Erich Becker (Unternehmer) (1931–2023), Unternehmer, Präsident des Wirtschaftsverbands Industrieller Unternehmen Baden
- Erich Becker (General) (* 1937), deutscher General
- Erich Becker (Physiker) (* 1961), deutscher Physiker
- Erik Becker (Radsportler) (* 1965), deutscher Radsportler
- Erik Becker Becker (* 1943), venezolanischer Diplomat
- Erika Becker-Frauscher (1900–1995), österreichisch-schweizerische Sängerin (Sopran), siehe Erika Frauscher
- Erna Becker-Ernst (1885–1945), deutsche Komponistin
- Ernest Becker (1924–1974), US-amerikanischer Kulturanthropologe und Schriftsteller
- Ernst Becker (Hofbeamter) (1826–1888), deutscher Hofbeamter
- Ernst Becker (Astronom) (1843–1912), deutscher Astronom
- Ernst Becker (General) (1846–1923), deutscher Generalmajor
- Ernst Becker (Politiker) (1869–1935), deutscher Politiker, Oberbürgermeister von Lünen
- Ernst Becker (Mediziner) (1884–1962), deutscher Generalarzt
- Ernst Becker (Medienmanager) (1898–1960), deutscher Medienmanager
- Ernst Becker (Parteifunktionär) (1900–1932), deutscher Parteifunktionär (KPD) und Journalist
- Ernst Becker (Leichtathlet) (1915–??), deutscher Leichtathlet
- Ernst Becker (Physiker) (1929–1984), deutscher Physiker
- Ernst Becker (Ingenieurwissenschaftler) (1955–2019), deutscher Ingenieurwissenschaftler, Erfinder und Unternehmer
- Ernst Becker-Sassenhof (1900–1968), deutscher Architekt
- Ernst Eugen Becker (1928–2013), deutscher Datenschutzbeauftragter
- Ernst Felix Becker (1883–1970), deutscher Verwaltungsbeamter
- Ernst Wolfgang Becker (* 1966), deutscher Historiker und Archivar
- Erwin Becker (1898–1978), deutscher Veterinärmediziner und Hochschullehrer
- Erwin Willy Becker (1920–2011), deutscher Physiker und Hochschullehrer
- Esteban Becker (* 1964), argentinischer Fußballtrainer
- Esther Becker (* 1980), deutsche Schriftstellerin und Dramatikerin
- Étienne Becker (1936–1995), französischer Kameramann
- Etta Becker-Donner (1911–1975), österreichische Ethnologin
- Eugen Becker (1848–1914), deutscher Politiker
- Eugène Becker (1884–19**), luxemburgischer Fußballspieler
- Eve-Marie Becker (* 1972), deutsche Theologin
- Ewald Becker-Carus (1902–1995), deutscher Maler, Grafiker und Kunsterzieher

### F
- Fabienne Becker-Stoll (* 1967), deutsche Psychologin
- Fabrice Becker (* 1971), französischer Freestyle-Skier
- Felicitas Becker (* 1971), belgische Historikerin, Afrikanistin und Journalistin
- Felix Becker (Kunsthistoriker) (1864–1928), deutscher Kunsthistoriker
- Felix Becker (Unternehmer) (1907–nach 1970), deutscher Textilfabrikant
- Felix Becker (Politiker) (* 1949), deutscher Politiker (FDP)
- Felix Becker (Fechter) (* 1964), deutscher Fechter
- Ferdinand Becker (Geistlicher) (1740–1814), deutscher römisch-katholischer Domvikar, 1799 exkommuniziert, Opfer des letzten deutschen Inquisitionsprozesses
- Ferdinand Becker (Maler) (1846–1877), deutscher Maler
- Ferdinand Becker (Jurist) (1866–1947), deutscher Verwaltungsjurist und Politiker
- Ferdinand Wilhelm Becker (1805–1834), deutscher Mediziner und Hochschullehrer
- Fides Becker (* 1962), deutsche Malerin und Grafikerin
- Finn Becker (Fußballspieler) (* 2000), deutscher Fußballspieler
- Finn Becker (Eishockeyspieler) (* 2003), deutscher Eishockeytorwart
- Florian Becker (* 1971), deutscher Rechtswissenschaftler und Hochschullehrer
- Folkert Christopher Becker (1805–1890), deutsch-niederländischer USA-Auswanderer, Erfinder und Unternehmer
- Frank Becker (Historiker) (* 1963), deutscher Historiker
- Frank J. Becker (1899–1981), US-amerikanischer Politiker
- Frank Stefan Becker (* 1952), deutscher Schriftsteller
- Franz Becker (Forstmeister) (1824–1896), preußischer Forstbeamter
- Franz Becker (Philologe) (1886–1956/1957), österreichischer Adalbert-Stifter-Forscher und Herausgeber
- Franz Becker (Politiker, 1888) (1888–1955), deutscher Politiker (DVP)
- Franz Becker (General) (1893–1976), deutscher Generalmajor
- Franz Becker (Maler) (1907–1990), deutscher Maler
- Franz Becker (Politiker, 1910) (1910–1984), deutscher Kommunalpolitiker (SPD, CDU)
- Franz Becker (Fußballspieler, 1918) (1918–1965), deutscher Fußballspieler
- Franz Becker (Politiker, 1930) (* 1930), deutscher Politiker (CDU) und Rechtswissenschaftler
- Franz Becker (Geologe), Geologe
- Franz Becker (Unternehmer) (1933–2023), deutscher Unternehmer
- Franz Becker (Messermacher) (1947–2018), Gründungsmitglied der Deutschen Messermacher Gilde (DMG)
- Franz Becker (Fußballspieler, 1963) (* 1963), deutscher Fußballspieler
- Franz Becker-Tempelburg (1876–nach 1940), deutscher Maler
- Franz-Bernd Becker (* 1955), deutscher Maler
- Franz Helmut Becker (1894–1952), deutscher Maler
- Franz Josef Becker (1890–1971), deutscher Maler
- Franz Theophil Becker (1902–1996), deutscher Orthopäde
- Franziska Becker (Schriftstellerin) (auch Rolly Becker; 1908–1991), deutsche Schriftstellerin, Redakteurin, Lektorin und Übersetzerin
- Franziska Becker (Cartoonistin) (* 1949), deutsche Cartoonistin
- Franziska Becker (Politikerin) (* 1967), deutsche Politikerin (SPD)
- Franziska Becker (Moderatorin) (* 1968), deutsche Fernsehmoderatorin
- Franziska Becker (Sängerin) (* 1972), deutsche Sängerin und Schauspielerin
- Fred Becker (Schauspieler) (Friedrich August Becker; 1906–??), deutscher Tänzer und Schauspieler
- Fred G. Becker (Schauspieler) (1882–1966), amerikanischer Schauspieler
- Fred G. Becker (Grafiker) (1913–2004), amerikanischer Grafiker
- Fred G. Becker (Ökonom) (* 1955), deutscher Ökonom und Hochschullehrer
- Fridolin Becker (1830–1895), niederländischer Maler und Zeichner
- Fridolin Becker (Kartograf) (1854–1922), Schweizer Kartograph und Topograph
- Friedebert Becker (1907–1984), deutscher Sportjournalist
- Friedrich Becker (Politiker, 1804) (1804–1878), deutscher Gastwirt und Politiker, MdL Baden
- Friedrich Becker (Maler, 1805) (1805–1865), deutscher Maler
- Friedrich Becker (Politiker, 1817) (1817–1861), deutscher Unternehmer und Abgeordneter
- Friedrich Becker (Bürgermeister), deutscher Jurist und Politiker, Bürgermeister von Bockenheim
- Friedrich Becker (Politiker, 1866) (1866–1938), deutscher Jurist und Politiker (BMP, DVPdP), MdL Bayern
- Friedrich Becker (Schauspieler) (1869–nach 1913), österreichischer Schauspieler, Sänger und Komiker
- Friedrich Becker (Generalmajor) (1875–1953), deutscher Generalmajor
- Friedrich Becker (1882–1973), deutscher Architekt, siehe Fritz Becker (Architekt)
- Friedrich Becker (Politiker, 1886) (1886–??), deutscher Politiker (KPD), MdBB
- Friedrich Becker (Mediziner) (1891–1954), deutscher Generalarzt
- Friedrich Becker (Heimatforscher) (1893–1986), deutscher Heimatforscher
- Friedrich Becker (Warburg), deutscher Politiker, Bürgermeister von Warburg
- Friedrich Becker (Astronom) (1900–1985), deutscher Astronom
- Friedrich Becker (Maler, 1903) (1903–1992), deutscher Maler
- Friedrich Becker (Klimatologe) (1910–nach 1972), deutscher Meteorologe und Klimatologe
- Friedrich Becker (Künstler) (1922–1997), deutscher Künstler und Goldschmied
- Friedrich Becker (Chemiker) (* 1922), deutscher Professor für Physikalische Chemie
- Friedrich Gottlieb Becker (1792–1865), deutscher Verleger und Politiker
- Friedrich Wilhelm Becker (Pädagoge) (1773–1847), Professor für römische Literatur im Baltikum und in der Ukraine
- Friedrich Wilhelm Becker (Politiker) (1883–nach 1952), deutscher Schlossermeister und Politiker (LDP), MdL Brandenburg
- Friedrich Wilhelm Becker (Fleischer) (1915–2001), deutscher Fleischermeister, Präsident der Handwerkskammer Koblenz und ab 1983 Träger des Bundesverdienstkreuzes
- Fritz Becker (Architekt) (1882–1973), deutscher Architekt
- Fritz Becker (Fußballspieler) (1888–1963), deutscher Fußballspieler
- Fritz Becker (General) (1892–1967), deutscher General
- Fritz Becker (Mediziner) (1901–1956), Schweizer Chirurg
- Fritz Becker (Fechter), deutscher Fechter
- Fritz Becker (Politiker) (1910–1983), deutscher Politiker (CDU, DP)
- Fritz Becker (Unternehmer) (1917–nach 1971), deutscher Ingenieur, Fabrikant und Verbandsfunktionär
- Fritz Becker (Bildhauer) (1922–2016), deutscher Bildhauer
- Fritz Becker (Skilangläufer) (* um 1948), deutscher Skilangläufer, Skilanglauftrainer und Sportkommentator
- Fritz Adolf Becker (1873–nach 1943), deutscher Glasmaler

### G
- Gabi Becker (* vor 1970), deutsche Fernsehmoderatorin und Nachrichtensprecherin
- Gabriele Becker (* 1975), deutsche Leichtathletin
- Gary Becker (1930–2014), US-amerikanischer Ökonom
- Gavin de Becker (* 1954), US-amerikanischer Personenschützer
- Georg Becker (Politiker) (1782–1843), deutscher Politiker
- Georg Becker (Diplomat), deutscher Diplomat
- Georg Becker (Landwirt) (1870–1942), deutscher Landwirt und Parlamentarier
- Georg Becker (Unternehmer, 1878) (Ernst Georg Becker; 1878–1953), deutscher Unternehmer
- Georg Becker (Chemiker) (1884–nach 1960), deutscher Chemiker
- Georg Becker (Paläontologe) (1894–1976), österreichischer Urgeschichtsforscher und Sammler
- Georg Becker (Unternehmer, 1910) (1910–nach 1971), deutscher Unternehmer
- Georg E. Becker (* 1937), deutscher Pädagoge
- George Ferdinand Becker (1847–1919), US-amerikanischer Geologe
- Georges Becker (1846–1909), französischer Maler
- Gerd Becker (Unternehmer) (* 1930), deutscher Unternehmer, Edelsteinhändler und Museumskurator
- Gerd Becker (Chemiker) (1940–2017), deutscher Chemiker und Hochschullehrer
- Gerd Becker (Maler) (* 1941), deutscher Mechaniker und Maler
- Gerd Becker (Fußballspieler) (* 1943), deutscher Fußballspieler
- Gerd Becker (Handballspieler) (* 1953), deutscher Handballspieler
- Gerhard Becker (Pfarrer) (1910–2006), deutscher Pfarrer, Heimatforscher und Künstler
- Gerhard Becker (Schauspieler) (1915–1984), deutscher Schauspieler
- Gerhard Becker (Komponist) (1919–1973), deutscher Komponist, Arrangeur und Dirigent
- Gerhard Becker (Fußballspieler) (* 1921), deutscher Fußballspieler
- Gerhard Becker (Maler) (1925–2017), deutscher Maler
- Gerhard Becker (Historiker) (* 1929), deutscher Historiker
- Gerhard Becker (Mathematiker) (1938–2013), deutscher Mathematikdidaktiker und Mitbegründer des Ökumenischen Gymnasiums zu Bremen
- Gerhard Becker (Politiker) (1942–2017), deutscher Politiker (SPD)
- Gerhard Becker (Ornithologe), deutscher Sachbuchautor und Ornithologe
- Gerhard Becker (Landrat), deutscher Jurist und Landrat
- Gerhard Wilhelm Becker (1927–2012), deutscher Physiker
- Gerhart Becker (1923–1977), deutscher Architekt
- Gerhold K. Becker (* 1943), deutscher Philosoph
- Germán Becker (1927–2017), chilenischer Regisseur
- Gerold Becker (1936–2010), deutscher Pädagoge und Schulleiter
- Gerry Becker (1951–2019), US-amerikanischer Schauspieler
- Gert Otto Becker (1933–2019), deutscher Kaufmann und Industriemanager
- Gesine Becker (geborene Bolte; 1888–1968), deutsche Politikerin (SPD, KPD), MdNN
- Gilbert Becker (* 1925), deutscher Architekt
- Giulia Becker (* 1991), deutsche Autorin, Fernsehmoderatorin und Musikerin
- Glore Becker-Bettermann (1904–1980), deutsche Malerin
- Gottfried Becker (Musiker) (1879–1952), deutscher Pianist und Dirigent
- Gottfried Wilhelm Becker (1778–1854), deutscher Mediziner und Autor
- Gottlieb Becker (Admiral) (1852–1910), deutscher Konteradmiral
- Gottlieb Heinrich von Becker (1727–1804), deutscher Oberst
- Gottlieb Theodor Becker (1812–1869), deutscher Pädagoge
- Guido Becker (1915–1993), sechster Abt der Abtei Val-Dieu
- Günter Becker (Maler) (* 1928), deutscher Maler und Lehrer
- Günter Becker (Schauspieler) (* 1934), deutscher Film- und Theaterschauspieler
- Günter Becker (Politiker) (* 1954), deutscher Politiker (CDU)
- Günther Becker (Entomologe) (1912–1980), deutscher Entomologe und Holzforscher
- Günther Becker (Komponist) (1924–2007), deutscher Komponist
- Günther Becker (Politiker) (1944–2002), deutscher Politiker (SPD)
- Gunther Becker-Bender (* 1944), deutscher Physiker und Hochschullehrer
- Gustav Becker (Uhrenfabrikant) (1819–1885), deutscher Uhrmacher und Begründer der Uhrenmarke Gustav Becker
- Gustav Becker (Bibliothekar) (1833–1886), deutscher Bibliothekar
- Gustav Becker (Baumwollfabrikant) (1860–1924), deutscher Fabrikant und Unternehmer
- Gustav Becker (Konditor) (1896–1978), deutscher Bäcker- und Konditormeister
- Gustav Becker (Pflanzenzüchter) (1905–1970), deutscher Pflanzenzüchter und Institutsdirektor
- Gustav August Adolf Becker (1805–1841), deutscher Schauspieler, Regisseur und Sänger (Bass)
- Gustavo Becker (* 1966), spanischer Leichtathlet

### H
- Hannelore Becker (1951–1976), deutsche Schriftstellerin
- Hannes Becker (* 1982), deutscher Schriftsteller
- Hans Becker (Violinist) (1860–1917), deutscher Violinist und Violinlehrer
- Hans Becker (Politiker, 1877) (1877–1947), deutscher Jurist und Politiker, Bürgermeister von Minden
- Hans Becker (Regierungsrat) (1877–1954), Schweizer Politiker, Regierungsrat Glarus
- Hans Becker (Politiker, 1888) (1888–1964), deutscher Pädagoge, Ministerialbeamter und Politiker (SPD)
- Hans Becker (Geologe) (1900–1943), deutscher Geologe und Paläontologe
- Hans Becker (Landrat) (1903–?), deutscher Landrat
- Hans Becker (Priester) (1905–1980), deutscher Priester und Heimatforscher
- Hans Becker (SS) (1911–1944), deutscher Offizier und Sturmbannführer
- Hans Becker (Judoka), deutscher Judoka, Mitbegründer und erster Vorsitzender des Dan-Kollegiums in der DDR
- Hans Becker (Politiker, 1926) (* 1926), deutscher Schmelzer und Politiker (SPD), ab 1975 MdL Saarland
- Hans Becker (Politiker, 1929) (1929–2012), deutscher Politiker (CDU), Bürgermeister von Düren
- Hans Becker (Ingenieur) (1933–1996), deutscher Maschinenbauingenieur und Hochschullehrer
- Hans Becker (Geograph) (1936–2017), deutscher Geograph und Hochschullehrer
- Hans Becker (Pharmakologe) (* 1940), deutscher Pharmakologe und Hochschullehrer
- Hans Becker (Mediziner) (* 1944), deutscher Psychiater und Psychoanalytiker
- Hans Becker (Elektrotechniker), deutscher Ingenieur und ordentlicher Professor für Elektrotechnik und Elektrische Energieversorgung
- Hans Becker (Rennfahrer) (* 1957), deutscher Motorradrennfahrer
- Hans Becker (Polizeipräsident) (* 1958), deutscher Polizeipräsident
- Hans Becker von Sothen (1959–2014), deutsch-österreichischer Verleger und Historiker
- Hans Christoph Becker-Foss (* 1949), deutscher Organist und Chorleiter
- Hans Detlev Becker (1921–2014), deutscher Journalist
- Hans-Günter Becker (* 1938), deutscher Fußballspieler
- Hans-Henning Becker-Birck (1937–2013), deutscher Verwaltungsjurist und Politiker (CDU)
- Hans Herbert Becker (1914–2008), deutscher Pädagoge und Professor für Erziehungswissenschaft
- Hans-Joachim Becker (1909–1974), deutscher Beamter
- Hans-Joachim Becker (Richter) (* 1917), Bundesrichter in Berlin
- Hans-Joachim Becker (Biologe) (* 1925), Biologe, ordentlicher Professor für Zoologie und Genetik
- Hans-Josef Becker (* 1948), deutscher Geistlicher, Erzbischof von Paderborn
- Hans-Josef Becker-Leber (eigentlich Anton Johannes Josef Becker; 1876–1962), deutscher Maler
- Hans-Jürgen Becker (Mediziner) (* 1935), deutscher Mediziner
- Hans-Jürgen Becker (Jurist) (* 1939), deutscher Rechtswissenschaftler
- Hans-Jürgen Becker (Chemiker) (* 1945), deutscher Chemiker und Hochschullehrer
- Hans-Jürgen Becker (Autor) (* 1949), deutscher Sachbuchautor
- Hans-Jürgen Becker (Judaist) (* 1956), deutscher Judaist
- Hans-Martin Becker (1931–2000), deutscher Gefäßchirurg und Hochschullehrer
- Hans Otto Becker (1877–1957), deutscher Jurist und Autor
- Hans-Peter Becker (* 1960), deutscher Ordensgeistlicher
- Hans Sidonius Becker (1895–1948), österreichischer Autor, Maler und Widerstandskämpfer
- Hans-Ulrich Becker (* 1956), deutscher Theaterregisseur
- Hansjakob Becker (1938–2021), deutscher Theologe
- Harald Becker (* 1953), deutscher Unternehmer und Autorennfahrer
- Harold Becker (* 1928), US-amerikanischer Filmregisseur
- Hartmut Becker (Schauspieler) (1938–2022), deutscher Schauspieler
- Hartmut Becker (Verleger) (* 1949), deutscher Verleger und Agent für Werbezeichner
- Hartmut Becker (Cellist) (* 1968), deutscher Cellist
- Hartmuth Becker (1966–2018), deutscher Ökonom, Politikwissenschaftler und Autor
- Heidi Becker (1954–1987), deutsche Wasserspringerin
- Heike Becker (Kulturanthropologin), deutsche Kulturanthropologin, Sozialwissenschaftlerin und Autorin
- Heiko Becker (* 1954), deutscher Grafiker
- Heiko Becker (Biologe) (* 1950), deutscher Biologe
- Heinrich Becker (Theologe) (1698–1774), deutscher lutherischer Theologe
- Heinrich Becker (Schauspieler) (1770–1822), deutscher Schauspieler und Regisseur
- Heinrich Becker (Politiker, 1816) (1816–1898), deutscher Politiker, MdL Oldenburg
- Heinrich Becker (Politiker, 1863) (1863–nach 1919), deutscher Politiker (DNVP)
- Heinrich Becker (Architekt) (1868–1922), deutscher Architekt
- Heinrich Becker (Politiker, 1872) (1872–nach 1928), deutscher Politiker (DVP)
- Heinrich Becker (Politiker, 1877) (1877–1964), deutscher Politiker (SPD)
- Heinrich Becker (Politiker, 1883) (1883–1935), deutscher Politiker, NSDAP-Kreisleiter in Coesfeld und Beigeordneter der Stadt Coesfeld
- Heinrich Becker (Bibliothekar) (1891–1971), deutscher Bibliothekar und Verlagsleiter
- Heinrich Valentin Becker (1732–1796), deutscher lutherischer Theologe und Mathematiker
- Heinz Becker (Akkordeonist) (1908–1971), deutscher Unterhaltungsmusiker
- Heinz Becker (Dirigent) (1910–nach 1954), deutscher Dirigent und Komponist
- Heinz Becker (Fußballspieler) (1915–nach 1952), deutscher Fußballspieler
- Heinz Becker (Baseballspieler) (1915–1991), deutsch-amerikanischer Baseballspieler
- Heinz Becker (Musikwissenschaftler) (1922–2006), deutscher Komponist, Musikwissenschaftler und Hochschullehrer
- Heinz Becker (Unternehmer) (1924–2022), deutscher Unternehmer
- Heinz Becker (Wirtschaftswissenschaftler) (1932–2020), deutscher Wirtschaftswissenschaftler
- Heinz Becker (Trompeter) (* 1938), deutscher Jazzmusiker
- Heinz Becker (Mediziner) (1948–2014), deutscher Chirurg
- Heinz Becker (Politiker) (* 1950), österreichischer Politiker (ÖVP)
- Heinz Becker-Trier (1901–1984), deutscher Schriftsteller, Dramatiker und Drehbuchautor
- Heinz G. O. Becker (Heinz Georg Osmar Becker; 1922–2017), deutscher Chemiker
- Heinz-Peter Becker (* 1957), deutscher Politiker (SPD)
- Helga Becker (* vor 1960), deutsche Sängerin (Mezzosopran)
- Helga Becker-Leeser (1928–2018), deutsche Autorin und Überlebende des Holocaust
- Hellmut Becker (1913–1993), deutscher Jurist und Bildungsforscher
- Hellmuth Becker (SS-Mitglied) (auch Helmut; 1902–1953), deutscher SS-Brigadeführer
- Hellmuth Becker (Politiker) (auch Hellmut oder Helmut; 1902–1962), deutscher Politiker (NSDAP)
- Helmar Becker-Berke (eigentlich Helmar Heinrich Manfred Becker; 1906–1980), deutscher Maler und Grafiker
- Helmut Becker (Geologe) (1900–1983), deutscher Geologe
- Helmut Becker (Politiker) (1917–1998), deutscher Politiker (SED)
- Helmut Becker (Önologe) (1927–1990), deutscher Weinbaufachmann
- Helmut Becker (Langstreckenläufer) (* 1929), saarländischer Langstreckenläufer
- Helmut Becker (Judoka), mehrmaliger DDR-Meister
- Helmut Becker (Unternehmer) (1942–2018), deutscher Kfzhandel-Unternehmer, siehe Auto Becker
- Helmut Becker (Archäologe) (* 1944), deutscher Geophysiker und Archäologe
- Helmuth Becker (1929–2011), deutscher Politiker (SPD)
- Henrich Becker (1747–1819), deutscher Maler
- Henrik Becker (1902–1984), deutscher Sprachwissenschaftler
- Henrik Becker-Christensen (* 1950), dänischer Historiker
- Herbert Becker (General) (1887–1974), deutscher Polizeigeneral und SS-Gruppenführer
- Herbert Becker (Politiker, 1899) (1899–??), deutscher Kaufmann und Politiker (SPD), MdHB
- Herbert Becker (Musiker) (1918–1989), deutscher Violinist
- Herbert Becker (Sänger) (1933–1999), deutscher Sänger (Tenor)
- Herbert Becker (Pädagoge), deutscher Pädagoge, Didaktiker und Hochschullehrer
- Herbert Becker (Politiker, 1937) (* 1937), deutscher Politiker (SPD), Bürgermeister von Zeppelinheim
- Herbert Becker (Justizopfer) (* 1940), deutsches Justizopfer
- Heribert Wilhelm Becker (* 1937), deutscher Manager
- Hermann Becker (Mathematiker) (genannt der Ältere; 1632–1681), deutscher Geistlicher, Physiker und Mathematiker
- Hermann Becker (Jurist) (1719–1797), deutscher Rechtswissenschaftler
- Hermann Becker (Politiker, 1816) (Hermann Heinrich Becker; 1816–1898), deutscher Politiker (NLP)
- Hermann Becker (Maler, 1817) (Hermann Heinrich Becker; 1817–1885), deutscher Maler und Kunsthistoriker
- Hermann Becker (Politiker, 1820) (Hermann Heinrich Becker; 1820–1885), deutscher Politiker (DFP), Oberbürgermeister von Dortmund und Köln
- Hermann Becker (Botaniker) (1838–1917), deutscher Arzt und Botaniker
- Hermann Becker (Maler, 1884) (Hermann Max Becker; 1884–1972), deutscher Flugzeugtechniker und Maler
- Hermann Becker (Politiker, 1895) (1895–1976), deutscher Politiker (FDP)
- Hermann Becker (Politiker, 1905) (1905–1981), deutscher Politiker (LDPD) und Herausgeber
- Hermann Becker (Chemiker) (1908–um 1992), deutscher Lebensmittelchemiker und Hochschullehrer
- Hermann Becker (Mediziner, 1910) (1910–nach 1990), deutscher Neurologe
- Hermann Becker (Bildhauer) (1919–1981), deutscher Bildhauer und Maler
- Hermann Becker (Landrat) (1927–2000), deutscher Landrat
- Hermann Becker (Mediziner, 1941) (* 1941), deutscher Urologe und Hochschullehrer
- Hermann Becker (Designer) (* 1956), deutscher Designer
- Hermann Becker-Freyseng (1910–1961), deutscher Luftfahrtmediziner und Stabsarzt
- Hermann Friedrich Becker (1766–1852), deutscher Förster
- Hermann Josef Becker (Bildhauer) (1852–1920), deutscher Bildhauer und Kunstschriftsteller
- Hermann Josef Becker (Arbeitsamtspräsident) (1908–nach 1971), Präsident des Landesarbeitsamts Rheinland-Pfalz-Saarland
- Hermann Joseph Becker (1884–nach 1961), deutscher Heimatforscher
- Herrmann Becker (1887–1970), deutscher Luftwaffenoffizier
- Hilde Becker-Baisch (1911–2002), deutsche Verlegerin
- Hildegard Becker-Toussaint (* 1944), deutsche Juristin
- Holger Becker (* 1964), deutscher Politiker (SPD), Unternehmer und Physiker
- Holmer Becker (* 1955), deutscher Komponist
- Horst Becker (Linguist) (1908–1945), deutscher Linguist und Volkskundler
- Horst Becker (Diplomat) (1924–2005), deutscher Diplomat
- Horst Becker (Pfarrer) (1926–2025), deutscher Theologe und Missionar
- Horst Becker (Musiker) (* 1935), deutscher Musiker und Komponist
- Horst Becker (Fußballfunktionär) (* 1940), deutscher Fußballfunktionär
- Horst Becker (Politiker, 1956) (* 1956), deutscher Politiker (Bündnis 90/Die Grünen)
- Horst Becker (Politiker, 1958) (* 1958), deutscher Politiker (GAL)
- Horst-Dieter Becker (* 1941), deutscher Chirurg
- Horst-Peter Becker (* 1956), deutscher Generalarzt
- Howard P. Becker (1899–1960), US-amerikanischer Soziologe
- Howard S. Becker (1928–2023), US-amerikanischer Soziologe und Kriminologe
- Hubertus Becker (Autor) (* 1951), deutscher Autor und ehemaliger Drogenschmuggler
- Hubertus Becker (Fußballspieler) (* 1964), deutscher Fußballspieler
- Hugo Becker (Cellist) (1863–1941), deutscher Cellist, Cellolehrer und Komponist
- Hugo Becker (Künstler) (1887–1966), deutscher Bildhauer, Maler und Medailleur
- Hugo Becker (Architekt) (1897–1967), deutscher Kirchenarchitekt
- Hugo Becker (Schauspieler) (* 1986), französischer Schauspieler

### I
- Ida Becker (1850–1917), deutsche Theaterschauspielerin
- Ilse Becker-Döring (1912–2004), deutsche Politikerin (SPD)
- Inge Becker-Schrader (1921–2003), deutsche Malerin und Grafikerin
- Ingeborg Becker (* 1947), deutsche Kunsthistorikerin
- Ingrid Becker (Malerin) (1943–2004), deutsche Kunsterzieherin, Malerin und Zeichnerin
- Ingrid Becker, Name der ehemaligen Terroristin Susanne Albrecht (* 1951) nach ihrem Untertauchen in der DDR und späterer Eheschließung
- Ingrid Becker-Inglau (* 1946), deutsche Politikerin (SPD), MdB
- Ingrid Mickler-Becker (* 1942), deutsche Leichtathletin
- Irene Becker (Musikerin) (* 1951), dänische Jazzmusikerin und Komponistin
- Irene Becker (Serienmörderin) (* 1952), deutsche Krankenschwester, Serienmörderin in der Charité
- Irene Becker (Volkswirtin) (* 1953), deutsche Wirtschaftswissenschaftlerin und Sachbuchautorin
- Irene Becker (Unternehmensberaterin) (* 1956), deutsche Diplom-Kauffrau, Unternehmensberaterin, Coachin und Buchautorin
- Irmgard Christa Becker (* 1963), deutsche Archivarin und Historikerin

### J
- Jacob Becker (Historiker) (auch Jakob Becker; 1820–1883), deutscher Historiker
- Jacob Becker (Politiker) (auch Jakob Becker; 1864–1949), deutscher Mediziner und Politiker (NLP), MdR
- Jacques Becker (1906–1960), französischer Filmregisseur
- Jacques Fridolin Becker (1887–1968), Schweizer Bauingenieur und Maler
- Jakob Becker (Maler) (1810–1872), deutscher Maler, Radierer, Lithograf und Hochschullehrer
- Jakob Becker (Unternehmer) (1811–1879), deutscher Klavierbauer
- Jakob Becker (Politiker), Schweizer Politiker (FDP)
- Jan Becker (Schauspieler) (* 1973), deutscher Schauspieler
- Jan Becker (Hypnotiseur) (* 1975), deutscher Hypnotiseur und Buchautor
- Jana Becker (* 1975), deutsche Schauspielerin
- Jason Becker (* 1969), US-amerikanischer Gitarrist
- Jasper Becker (* 1956), englischer Autor und Korrespondent
- Jean Becker (Violinist) (1833–1884), deutscher Violinist
- Jean Becker (Regisseur) (* 1933), französischer Filmregisseur und Drehbuchautor
- Jean-Jacques Becker (1928–2023), französischer Historiker
- Jemmy Becker (1884–?), luxemburgischer Fußballspieler
- Jens Becker (Regisseur) (* 1963), deutscher Drehbuchautor und Regisseur
- Jens Becker (Politikwissenschaftler) (* 1964), deutscher Politik- und Sozialwissenschaftler
- Jens Becker (Bassist) (* 1965), deutscher Bassist
- Jens Dieter Becker-Platen (1937–2008), deutscher Geologe
- Jens-Peter Becker (* 1943), deutscher Anglist, Schriftsteller und Weblogger
- Jérôme Becker (1850–1912), belgischer Offizier und Forschungsreisender
- Jessica Becker (* 1999), luxemburgische Fußballspielerin
- Jill Becker (Tänzerin), US-amerikanische Tänzerin und Tanzpädagogin
- Jill B. Becker (Neurophysiologin), US-amerikanische Neurophysiologin und Psychologin
- Joachim Becker (Theologe) (* 1931), deutscher Theologe, Alttestamentler
- Joachim Becker (Politiker, 1942) (* 1942), deutscher Politiker (SPD), früherer Pforzheimer Oberbürgermeister
- Joachim Becker (Volkswirt) (* 1960), deutscher Volkswirt
- Joachim Becker (Richter) (* 1968), deutscher Jurist und Richter am Bundessozialgericht
- Joachim Christian Becker (1937–1996), deutscher Politiker (CDU), MdHB
- João Batista Becker (Johannes Baptist Becker; 1870–1946), deutsch-brasilianischer Geistlicher, Erzbischof von Porto Alegre
- Joe Becker (Baseballspieler) (Joseph Edward Becker; 1908–1998), US-amerikanischer Baseballspieler
- Joe Becker (Radsportler) (1931–2014), US-amerikanischer Radrennfahrer
- Joe Becker (Musiker) (Joseph Christopher Becker Jr.; * 1976), US-amerikanischer Multiinstrumentalist und Komponist
- Johann Becker (Politiker) (1869–1951), deutscher Verwaltungsjurist und Politiker
- Johann Becker (Kommunist) (1902–1972), deutscher Kommunist
- Johann Becker (Biologe) (1932–2004), brasilianischer Biologe
- Johann Adam Becker (1823–1871), deutscher Geodät und Soldat
- Johann Albrecht Becker (1840–1911), deutscher Architekt
- Johann Aloys Becker (1769–1850), deutscher Jakobiner und Beamter
- Johann Emich Becker (1709–1786), deutscher Schlosser
- Johann Friedrich Becker (1696–1730), deutscher Mediziner und Hochschullehrer
- Johann Georg Becker-Krapp (1871/1872–1956), deutscher Buchhändler und Heimatforscher
- Johann Heinrich Becker (1698–1774), deutscher Theologe, siehe Heinrich Becker (Theologe)
- Johann Heinrich Gottlieb Becker (1747–1818), deutscher Architekt
- Johann Hermann Becker (Theologe) (1700–1759), deutscher Mathematiker und Theologe
- Johann Hermann Becker (Jurist) (1765–1847), deutscher Jurist und Archivar
- Johann Hermann Becker (Mediziner) (1770–1848), deutscher Badearzt
- Johann Jacob Alff-Becker (1796–1870), deutscher Lederfabrikant und Politiker, MdR
- Johann Nikolaus Becker (1773–1809), deutscher Jurist und Schriftsteller
- Johann Michael Becker (1703–1777), deutscher Bildhauer und Vergolder
- Johann Philipp Becker (Apotheker) (1711–um 1800), deutscher Apotheker
- Johann Philipp Becker (1809–1886), deutscher Revolutionär
- Johann Rudolph Becker (1736–1815), deutscher Historiker
- Johannes Becker (Humanist) (auch Artopoeus) (1520–1566), deutscher Humanist und Jurist
- Johannes Becker (Musiker) (1726–1804), deutscher Organist und Kirchenmusiker
- Johannes Becker (Botaniker) (1769–1833), deutscher Botaniker
- Johannes Becker (Theologe) (Friedrich Johannes Theodor Becker; 1859–1919), deutscher Theologe
- Johannes Becker (Politiker) (1875–1955), deutscher Politiker (Zentrum), MdR
- Johannes Becker (Mediziner) (1883–nach 1960), deutscher Chirurg
- Johannes Becker (Verleger) (?–1965), deutscher Verleger
- Johannes Becker (Jurist) (1897–1971), deutscher Jurist und Richter
- Johannes Becker (Ökonom) (* 1977), deutscher Volkswirt und Finanzwissenschaftler
- Johannes Becker (Pokerspieler) (Johannes Michael Becker; * 1990), deutscher Pokerspieler
- Johannes Baptist Becker (1870–1946), deutsch-brasilianischer Geistlicher, Erzbischof von Porto Alegre, siehe João Batista Becker
- Johannes Franz Becker (1689–1777), deutscher Pfarrer und Montanunternehmer
- Johannes M. Becker (* 1952), deutscher Politikwissenschaftler
- John J. Becker (1886–1961), US-amerikanischer Komponist
- Jörg Becker (Politikwissenschaftler) (* 1946), deutscher Politikwissenschaftler
- Jörg Becker (Wirtschaftsinformatiker) (* 1959), deutscher Wirtschaftsinformatiker
- Jörg Becker (Archäologe) (* 1959), deutscher Archäologe
- Jörg-Peter Becker (* 1953), deutscher Jurist
- Jörge Becker (* 1980), deutscher Trompeter und Hochschullehrer
- Jörn-Ullrich Becker (* 1940), deutscher Mikrobiologe und Hochschullehrer für Enzymologie
- Josef Becker (Politiker, 1875) (1875–1937), deutscher Politiker (Zentrum)
- Josef Becker (Bibliothekar) (1883–1949), deutscher Bibliothekar
- Josef Becker (Mediziner, 1895) (1895–1966), deutscher Pädiater, Hochschullehrer und SS-Führer
- Josef Becker (Unternehmer) (1897–1973), deutscher Unternehmer und Erfinder
- Josef Becker (Widerstandskämpfer) (1905–1937), deutscher Widerstandskämpfer
- Josef Becker (Mediziner, 1905) (1905–1983), deutscher Radiologe
- Josef Becker (Politiker, 1905) (1905–1996), deutscher Politiker (CDU)
- Josef Becker (Heimatforscher) (1928/1929–2019), deutscher Heimatforscher
- Josef Becker (Historiker) (1931–2021), deutscher Historiker und Hochschullehrer
- Josef Becker (Fußballtrainer) (1943–2023), deutscher Fußballtrainer
- Josef Becker-Dillingen (1891–1983), deutscher Land- und Gartenbauwissenschaftler
- Joseph Becker (Schiffbauer) (José Becker; um 1826–1905), deutsch-brasilianischer Schmied und Schiffbauer
- Joseph A. Becker (1897–1961), US-amerikanischer Physiker
- Joseph Harry Becker (Joe Becker; 1931–2014), US-amerikanischer Radsportler
- Josephine Becker (* 1999), deutsche Schauspielerin
- Jost Becker (1766–1833), deutscher Politiker
- Judith Becker (* 1971), deutsche evangelische Theologin
- Judy Becker (1955/56), US-amerikanische Bühnenbildnerin
- Julia Becker (Verlegerin) (* 1972), deutsche Verlegerin und Medienmanagerin
- Julia Becker (Psychologin) (* 1978), deutsche Psychologin und Hochschullehrerin
- Julia Becker (Schauspielerin) (* 1982), deutsche Schauspielerin
- Julia Becker (Fußballspielerin) (* 1994), deutsche Fußballspielerin
- Julia Becker (Fußballspielerin, 1995) (* 1995), deutsche Fußballspielerin
- Julian Emanuel Becker (* 2005), deutscher Organist, Pianist und Komponist
- Julius Becker (Komponist) (Constantin Julius Becker; 1811–1859), deutscher Komponist, Musiktheoretiker und Autor
- Julius Becker (Amokläufer) (1853–nach 1905), deutscher Amokläufer
- Julius Becker (Jurist) (1853–1917), badischer Jurist und Verwaltungsbeamter
- Julius Becker (Heimatkundler) (1879–1944), deutscher Lehrer und Heimatkundler
- Julius Maria Becker (1887–1949), deutscher Dramatiker und Lyriker
- Jupp Becker (1909–1997), deutscher Sportpädagoge
- Jurek Becker (1937–1997), deutscher Schriftsteller
- Jürgen Becker (Schriftsteller) (1932–2024), deutscher Schriftsteller und Redakteur
- Jürgen Becker (Theologe) (* 1934), deutscher Theologe und Hochschullehrer
- Jürgen Becker (Jurist) (* 1944), deutscher Jurist
- Jürgen Becker (Staatssekretär) (* 1953), deutscher politischer Beamter
- Jürgen Becker (Kabarettist) (* 1959), deutscher Kabarettist, Autor und Moderator
- Jürgen Becker (Informatiker) (* 1964), deutscher Mathematiker und Professor für Informatik

### K
- Käthe Becker (1849–nach 1913), deutsche Schriftstellerin
- Karl Becker (Maler) (1820–1900), deutscher Maler
- Karl Becker (Sänger) (1820–1879), deutscher Bariton
- Karl von Becker (1821–1883), deutsch-russischer Bibliothekar
- Karl Becker (Statistiker) (1823–1896), deutscher Statistiker
- Karl Becker (Kupferstecher) (1827–1891), deutscher Maler und Kupferstecher
- Karl Becker (Politiker, 1844) (1844–1913), deutscher Politiker (SPD), MdL Lippe
- Karl Becker (Volksliedforscher, 1849) (1849–1911), deutscher Lehrer und Volksliedforscher
- Karl Becker (Volksliedforscher, 1853) (1853–1928), deutscher Musiklehrer und Volksliedsammler und -forscher
- Karl Becker (Jurist, 1875) (1875–nach 1942), deutscher Jurist
- Karl Becker (Komponist) (1877–nach 1937), deutscher Komponist
- Karl Becker (General) (1879–1940), deutscher General der Artillerie
- Karl Becker (1885–1964), deutscher Lehrer, Archivar und Historiker, siehe Carl Becker (Archivar)
- Karl Becker (1887–1968), deutsch-amerikanischer Schauspieler, siehe Charlie Becker
- Karl Becker (Ingenieur) (1896–1943), deutscher Physiker
- Karl Becker (Politiker, 1896) (1896–1961), deutscher Politiker (KPD)
- Karl Becker (Jurist, 1898) (1898–1950/1955), deutscher Jurist
- Karl Becker (Fußballspieler) (1902–1942), deutscher Fußballspieler und -trainer
- Karl Becker (Richter) (1904–nach 1973), deutscher Jurist und Richter
- Karl Becker (Politiker, 1909) (1909–1989), deutscher Politiker (SPD)
- Karl Becker (Politiker, 1923) (1923–2002), deutscher Arzt und Politiker (CDU)
- Karl Becker (Landtagsdirektor) (1927–1984), deutscher Bibliothekar und Landtagsdirektor
- Karl Becker (Maler, 1944) (* 1944), deutscher Maler
- Karl Becker-Sachs (1886–1951), deutscher Schauspieler
- Karl Albin Becker (1894–1942), deutscher Politiker (KPD)
- Karl August Becker (1879–1957), deutscher Historiker und Kolumnist
- Karl Eugen Becker (Ingenieur) (1932–2024), deutscher Ingenieur, Hochschullehrer und Manager
- Karl Eugen Becker (Gewerkschafter) (auch Karl-Eugen Becker; * 1937), deutscher Gewerkschafter und Politiker (SPD)
- Karl Ferdinand Becker (Sprachforscher) (1775–1849), deutscher Arzt, Naturwissenschaftler, Pädagoge und Sprachforscher
- Karl Ferdinand Becker (1804–1877), deutscher Organist und Musikschriftsteller, siehe Carl Ferdinand Becker (Musikschriftsteller)
- Karl Friedrich Becker (1777–1806), deutscher Schriftsteller und Geschichtsschreiber
- Karl-Friedrich Becker (* 1960), deutscher Pathologe und Hochschullehrer
- Karl Georg Becker (1858–1914), deutscher Jurist, Gutsbesitzer und Politiker, MdR
- Karl-Heinz Becker (Pfarrer) (1900–1968), deutscher evangelischer Pfarrer und Gegner des NS-Regimes
- Karl-Heinz Becker (Leichtathlet) (1912–2001), deutscher Langstreckenläufer
- Karl-Heinz Becker (Politiker) (1929–2019), deutscher Kommunalpolitiker
- Karl-Heinz Becker (Physiker) (* 1935), deutscher Physiker und Professor für Physikalische Chemie
- Karl-Heinz Becker (Fußballspieler) (* 1943), deutscher Fußballspieler
- Karl-Heinz Becker (Rennfahrer) (1944–2025), deutscher Automobilrennfahrer
- Karl-Heinz Becker (Künstler) (* 1947), österreichischer Künstler
- Karl-Heinz Becker (Veranstalter) (1953/54–2014), deutscher Musikfestival-Veranstalter
- Karl Johann Friedrich Becker (1792–1866), deutscher Dichter, Gastwirt und Kaffeehausbesitzer
- Karl Josef Becker (1928–2015), katholischer Theologe und Kardinal
- Karl-Otto Becker (1941–1993), deutscher Hippologe
- Karl Otwin Becker (1932–2020), deutscher Volkswirt und Mathematiker
- Karl Stanislaus Becker (1907–1986), deutscher Theologe
- Karl Wilhelm Becker (1772–1830), deutscher Numismatiker und Münzfälscher
- Karsten Becker (* 1958), deutscher Polizeibeamter und Politiker (SPD)
- Kaspar Becker, Schweizer Politiker, Regierungsrat Glarus
- Kathrin Becker (Kuratorin) (* 1967), deutsche Kuratorin
- Kathrin Becker (Zahnmedizinerin) (* 1986), deutsche Kieferorthopädin und Hochschullehrerin
- Kathrin Becker (Fußballspielerin) (* 1996), deutsche Fußballspielerin
- Katja Becker (* 1965), deutsche Medizinerin und Biochemikerin
- Katrin Becker (* 1967), deutsche Physikerin
- Kerley Becker (* 1986), brasilianische Volleyballspielerin
- Kerstin Becker (* 1969), deutsche Autorin
- Kevin Becker (* 1986), deutscher Poolbillard- und Snookerspieler
- Klaus Becker (Architekt) (1942–2008), österreichischer Architekt
- Klaus Becker (Bildhauer) (* 1956), deutscher Bildhauer
- Klaus Becker (Kabarettist) (1923–1971), deutscher Kabarettist
- Klaus Becker (Musiker) (1953–2024), deutscher Oboist und Hochschullehrer
- Klaus Becker (Orgelbauer) (1924–2009), Gründer der Firma Michael Becker Orgelbau
- Klaus Becker (Politiker) (* 1959), deutscher Kommunalpolitiker
- Klaus Becker (Regierungspräsident) (* 1934), deutscher Jurist und Verwaltungsbeamter
- Klaus-Dieter Becker (* 1935), deutscher Mathematiker, Physiker und Hochschullehrer
- Klaus Martin Becker (* 1933), erster deutscher Numerarier des Opus Dei, römisch-katholischer Geistlicher im Bistum Köln
- Klaus-Peter Becker (* 1926), deutscher Sprachheilpädagoge und Hochschullehrer
- Knuth Becker (1891–1974), dänischer Schriftsteller
- Konrad Becker (Theologe) († 1588), deutscher evangelischer Theologe
- Konrad Becker (Künstler) (* 1959), österreichischer Medienforscher, Musiker und Autor
- Kunibert Becker (1934–2001), deutscher Politiker, Bürgermeister von Werl
- Kuno Becker (* 1978), mexikanischer Schauspieler
- Kurt Becker (Landrat) (1910–nach 1944), deutscher Landrat
- Kurt Becker (Archivar) (1911–1979), deutscher Archivar
- Kurt Becker (Unternehmer) (1916–nach 1971), deutscher Montanindustrieller
- Kurt Becker (Journalist) (1920–1987), deutscher Journalist
- Kurt Becker (Schriftsteller) (1931–1993), deutscher Schriftsteller
- Kurt Becker (Footballspieler) (* 1958), US-amerikanischer American-Football-Spieler
- Kurt Becker (Informatiker) (* 1964), deutscher Informatiker und Hochschullehrer
- Kurt Becker-Marx (1921–2004), deutscher Verwaltungsjurist
- Kurt E. Becker (* 1950), deutscher Publizist und Kommunikationsberater

### L
- Lambert Becker (um 1491–1562), deutscher Rechtswissenschaftler, Ratssekretär und Ratsherr der Hansestadt Lübeck
- Lamia Messari-Becker (* 1973), deutsche Bauingenieurin und Hochschullehrerin
- Lars Becker (* 1954), deutscher Filmregisseur, Drehbuchautor und Schriftsteller
- Lars Becker-Larsen (* 1957), dänischer Dokumentarfilmemacher
- Lasse Becker (* 1983), deutscher Politiker (FDP)
- Lea-Marie Becker (* 1992), deutsche Musikerin, siehe Lea (Musikerin)
- Leo Becker (1840–1886), deutscher Rittergutsbesitzer und Politiker, MdR
- Léon Becker (1826–1909), belgischer Entomologe und Arachnologe
- Leopold Becker (1904–1977), deutscher Politiker (Ost-CDU)
- Liliane Becker (* 1942), luxemburgische Turnerin
- Lilly Becker (* 1976), niederländisches Model und Ehefrau des Ex-Tennisstars Boris Becker
- Lily Becker-Krier (1898–1981), luxemburgische Frauenrechtlerin und Gewerkschafterin
- Lina Maria Becker (1898–1975), deutsche Politikerin (KPD), MdHB
- Liselotte Becker-Egner (1931–2015), deutsche Opernsängerin in der Stimmlage Sopran
- Lothar Becker (* 1959), deutscher Schriftsteller, Musiker und Komponist
- Lotte Becker (* 1998), deutsche Schauspielerin
- Louis Becker (* 1962), dänischer Architekt
- Louise Becker-Ranco (1868–1902), deutsche Opernsängerin
- Lucien Becker (1911–1984), französischer Dichter
- Ludwig Becker, Pseudonym von Luise Beck (1789–1857), deutsche Schauspielerin und Schriftstellerin
- Ludwig Becker (Maler) (1808–1861), deutscher Maler und Naturforscher
- Ludwig Becker (Architekt, 1819) (1819–1900), deutscher Architekt und Kölner Dombaukontrolleur
- Ludwig Becker (Architekt, 1855) (1855–1940), deutscher Architekt, Mainzer Dombaumeister
- Ludwig Becker (Astronom) (1860–1947), deutsch-britischer Astronom
- Ludwig Becker (Jurist) (1871–1950), deutscher Jurist
- Ludwig Becker (Architekt, 1876) (1876–1936), deutscher Architekt
- Ludwig Becker (Gewerkschafter) (1892–1974), deutscher Politiker (SPD, KPD), Gewerkschafter und Widerstandskämpfer
- Ludwig Becker (Politiker) (1893–1973), deutscher Politiker (KPD)
- Ludwig Becker (Jagdflieger) (1911–1943), deutscher Jagdflieger
- Ludwig Becker (Maler, 1914) (1914–1971), deutscher Maler
- Ludwig Becker (Ornithologe) (1923–2013), deutscher Ornithologe und Heimatforscher
- Ludwig Hugo Becker (1833–1868), deutscher Maler der Düsseldorfer Schule
- Ludwig Wilhelm Gerhard Becker (1822–1896), deutscher Kaufmann und Mitglied der Hamburgischen Bürgerschaft
- Lutz Becker (Wirtschaftswissenschaftler) (* 1957), deutscher Wirtschaftswissenschaftler und Hochschullehrer
- Lutz Becker (Leichtathlet) (* 1969), deutscher Leichtathlet
- Lydia Becker (1827–1890), britische Frauenrechtlerin

### M
- Madeleine Becker (* 1992), deutsche Schriftstellerin, Landwirtin und Bloggerin
- Maike Becker, Geburtsname von Maike Balthazar (* 1962), deutsche Handballspielerin und -trainerin
- Maike Becker (Fußballspielerin), deutsche Fußballspielerin
- Malene Becker (* 1994), deutsche Schauspielerin
- Manfred Becker (Politiker) (* 1928), deutscher Politiker (LDPD)
- Manfred Becker (Präses) (* 1938), deutscher Politiker (SPD), Germanist und Kirchenfunktionär
- Manfred Becker (Fußballspieler, Mai 1940) (* 1940), deutscher Fußballspieler
- Manfred Becker (Fußballspieler, Dezember 1940) (* 1940), deutscher Fußballspieler
- Manfred Becker (Wirtschaftswissenschaftler) (* 1946), deutscher Wirtschaftswissenschaftler und Hochschullehrer
- Manfred Becker (Basketballspieler) (* 1951/1952), deutscher Basketballspieler
- Manfred Becker (Filmemacher) (* 1960), deutsch-kanadischer Dokumentarfilmer
- Manfred Becker-Huberti (* 1945), deutscher Theologe
- Marc Becker (* 1969), deutscher Theaterregisseur und Autor
- Marcus Becker (* 1981), deutscher Kanute
- Margit Berghof-Becker (* 1959), deutsche Politikerin (SPD), MdL Hessen
- Maria Becker (1920–2012), deutsch-schweizerische Schauspielerin
- Maria Becker (Klassische Philologin) (* 1962), deutsche Klassische Philologin
- Maria Becker-Meisberger (1925–1999), deutsche Autorin, Mundartdichterin und Übersetzerin
- Marie Becker (Sängerin) († 1834), deutsche Sängerin
- Marie Becker (Politikerin) (1875–1930), deutsche Schneiderin und Politikerin
- Marie Alexandrine Becker (1879–1942), belgische Serienmörderin
- Marie Luise Becker (1871–1960), deutsche Schriftstellerin
- Marion Becker (* 1950), deutsche Leichtathletin
- Marion Alessandra Becker (* 1963), deutsche Schauspielerin
- Marita Metz-Becker (* 1953), deutsche Hochschullehrerin
- Maritta Becker (* 1981), deutsche Eishockeyspielerin
- Markus Becker (Jazzmusiker) (* 1956), deutscher Jazzpianist
- Markus Becker (Footballspieler) (* 1963), deutscher Footballspieler
- Markus Becker (Pianist) (* 1963), deutscher Pianist und Hochschullehrer
- Markus Becker (Handballspieler, 1966) (* 1966), deutscher Handballspieler
- Markus Becker (Sänger) (* 1971), deutscher Schlagersänger
- Markus Becker (Journalist) (* 1973), deutscher Journalist
- Markus Becker (Handballspieler, 1979) (* 1979), deutscher Handballspieler und -funktionär
- Markus Becker (Schauspieler), deutscher Schauspieler
- Martin Becker (Offizier), deutscher Hauptmann der Luftwaffe
- Martin Becker (Politiker) (* 1960), deutscher Politiker und Gewerkschafter
- Martin Becker (Musiker) (* 1961), deutscher Keyboarder und Komponist
- Martin Becker (Faustballspieler) (* 1965), deutscher Faustballspieler
- Martin Becker (Schauspieler) (* 1973), deutscher Schauspieler
- Martin Becker (Schriftsteller) (* 1982), deutscher Schriftsteller, Journalist und Hörspielautor
- Martin Alexander Becker (* 1987), deutscher Schachspieler
- Martin R. Becker (* 1949), deutscher Künstler
- Marzel Becker (* 1963), deutscher Hörfunkmoderator und -Programmdirektor
- Mathias Becker (* 1959), deutscher Agrarwissenschaftler und Hochschullehrer
- Matthias Becker (Geodät) (* 1955), deutscher Geodät
- Matthias Becker (Fußballspieler) (* 1974), deutscher Fußballspieler
- Matthias Becker (Theologe) (* 1982), deutscher Theologe
- Matthias E. Becker (* 1956), deutscher Dirigent, Arrangeur und Komponist
- Matthias Martin Becker (* 1971), freier Journalist und Sachbuchautor
- Max Becker (Ingenieur) (1817–1884), deutscher Eisenbahningenieur
- Max Becker (Oberamtmann) (1848–1896), deutscher Jurist und Verwaltungsbeamter
- Max Becker (Politiker) (1888–1960), deutscher Politiker (DVP, FDP)
- Max Becker (Tierphysiologe) (1906–2000), deutscher Tierphysiologe und Hochschullehrer
- Max Becker (Basketballtrainer) (* 1999), deutscher NBBL-Coach
- Max A. Becker (Pseudonym Mab; 1905–nach 1955), deutscher Lyriker
- Max Egon Becker (1918–1983), deutscher Unternehmer, Gründer der Firma Becker, siehe Harman Becker Automotive Systems
- Max Josef Becker (1890–1971), deutscher Maler
- Maximilian Becker (* 1978), deutscher Jurist und Hochschullehrer
- Melanie Becker (1966–2020), deutsche Physikerin
- Meret Becker (* 1969), deutsche Schauspielerin und Sängerin
- Michael Becker (Bridge) (* 1943), US-amerikanischer Bridge-Spieler
- Michael Becker (Radsportler) (* 1945), deutscher Radrennfahrer
- Michael Becker (Pfarrer) (* 1949), deutscher Pfarrer
- Michael Becker (Rechtsanwalt) (* 1953), deutscher Jurist und Fußballspielervermittler
- Michael Becker (Komponist) (1954–2011), deutsch-amerikanischer Komponist und Produzent
- Michael Becker (Jurist) (* 1955), deutscher Rechtswissenschaftler
- Michael Becker (Politikwissenschaftler) (1958–2024), deutscher Politikwissenschaftler und Hochschullehrer
- Michael Becker (Fußballspieler) (* 1962), deutscher Fußballspieler
- Michael Becker (Leichtathlet) (* 1965), deutscher Leichtathlet
- Michael Becker (Intendant) (* 1966), deutscher Musiker, Journalist und Intendant
- Michael Becker (Manager) (* 1984), deutscher Sportmanager
- Michael Becker-Mrotzek (* 1957), deutscher Germanist und Hochschullehrer für Didaktik der deutschen Sprache
- Michel Becker (1895–1948), deutscher Schriftsteller
- Mike Al Becker (Michael Becker; 1961–2021), deutscher Musiker
- Miriam Becker Mazur (1909–2000), US-amerikanische Mathematikerin und Hochschullehrerin
- Mi-Yong Becker (* 1970), deutsche Volkswirtin und Hochschullehrerin
- Monika Becker (* 1955), deutsche Politikerin (FDP), MdL
- Moritz Becker (1830–1901), deutscher Bergwerkunternehmer
- Moritz Alois Becker (1812–1887), österreichischer Lehrer
- Muriel Becker (* 1987), brasilianischer Fußballtorhüter, siehe Muriel (Fußballspieler)

### N
- Nadja Becker (* 1978), deutsche Schauspielerin
- Nanny Becker (1914–2008), deutsch-jüdische Sängerin, Soubrette und Gastwirtin
- Nick Becker (* 1968), US-amerikanischer Volleyballspieler
- Nicolas Becker (* 1946), deutscher Strafverteidiger
- Nicolas Becker (Tontechniker) (* 1970), französischer Geräuschemacher, Sound Designer und Filmkomponist
- Nikolaus Becker (1809–1845), deutscher Dichter
- Nikolaus Becker (Dichter, 1908) (1908–1985), deutscher Heimatdichter
- Nils Becker (Basketballspieler) (* 1966), deutscher Basketballspieler
- Nils Becker (Volleyballspieler) (* 1998), deutscher Volleyballspieler
- Norbert Becker (Agrarwissenschaftler) (1937–2012), deutscher Agrarwissenschaftler
- Norbert Becker (Biologe) (* 1949), deutscher Hochschullehrer und Präsident der World Mosquito Control Association
- Norbert Becker (Komponist) (* 1962), deutscher Priester, Autor und Komponist
- Norman Becker (* 1984), deutscher Wasserspringer
- Notker Becker (1883–1978), deutscher Sakralkünstler

### O
- Olaf Becker (Volleyballspieler) (* 1959), deutscher Volleyballspieler
- Olaf Becker (Regisseur), deutscher Theaterregisseur
- Olaf Becker (Fußballspieler) (* 1970), deutscher Fußballspieler
- Olaf Otto Becker (* 1959), deutscher Fotograf und Designer
- Oliver Becker (Jurist) (* 1967), deutscher Jurist, Präsident des Oberverwaltungsgerichts des Landes Sachsen-Anhalt
- Oliver Becker (Regisseur) (* 1967), deutscher Regisseur, Filmproduzent und Autor
- Oliver Becker (Schriftsteller) (* 1969), deutscher Schriftsteller
- Oliver Arránz Becker (* 1973), deutscher Soziologe
- Oskar Becker (Attentäter) (1839–1868), Attentäter auf König Wilhelm von Preußen
- Oskar Becker (Philosoph) (1889–1964), deutscher Philosoph, Logiker und Mathematiker
- Oskar Becker (Maler) (1898–1982), deutscher Maler der Düsseldorfer Schule
- Oskar Becker (Schriftsteller) (* 1927), deutscher Lehrer, Oberstudienrat, Philosoph, Schriftsteller und Romancier
- Otmar Becker (* 1955), deutscher Fußballspieler
- Otto Becker (Mediziner) (1828–1890), deutscher Augenarzt und Hochschullehrer
- Otto Becker (Musiker) (1870–1954), deutscher Musiker
- Otto Becker (Gewerkschafter) (1876–nach 1933), deutscher Gewerkschafter
- Otto Becker (Historiker) (1885–1955), deutscher Historiker
- Otto Becker (Fechter) (1887–1970), dänischer Fechter
- Otto Becker (Diplomat) (* 1928), deutscher Diplomat und Botschafter der DDR
- Otto Becker (Reiter) (* 1958), deutscher Springreiter und Reittrainer
- Otto Eugen Hasso Becker (1900–1983), deutscher Schriftsteller und Publizist
- Otto H. Becker (* 1942), deutscher Archivar und Historiker
- Otto Paul Becker (1849–1892), deutscher Fotograf

### P
- Patrick Becker (* 1970), deutscher Regisseur und Choreograf
- Patrick Becker (Theologe) (* 1976), deutscher katholischer Theologe
- Paul Becker (Philologe) (1808–1881), deutschstämmiger Altphilologe; Gymnasiallehrer, Hochschullehrer
- Paul Becker (Maler, 1810) (1810–1872), deutscher Maler
- Paul Becker (Admiral) (1881–1963), deutscher Admiralrichter und Musiker
- Paul Becker (Politiker, 1885) (1885–nach 1938), deutscher Politiker (SPD)
- Paul Becker (Sportfunktionär) (1897–1981), deutscher Parteifunktionär (KPD/SED) und Sportfunktionär
- Paul Becker (Maler, 1903) (1903–??), deutscher Maler
- Paul Becker (Journalist) (1910–1984), österreichischer Journalist
- Paul Becker (Architekt) (1923–2004), deutscher Architekt
- Paul Becker (Meteorologe) (* 1958), deutscher Meteorologe
- Paul Becker (Volleyballspieler) (* 1990), deutscher Volleyball- und Beachvolleyballspieler
- Paul J. Becker (* um 1965), US-amerikanischer Kriminalsoziologe und Hochschullehrer
- Paula Modersohn-Becker (1876–1907), deutsche Malerin
- Peter Becker (Bürgermeister) (um 1385–1455), Bürgermeister in Zerbst
- Peter Becker (Reformator) (Petrus Artopoeus; 1491–1563), deutscher Theologe und Reformator
- Peter Becker (Mathematiker) (Petrus Becker; 1672–1753), deutscher Mathematiker und Theologe
- Peter Becker (Offizier), ab 1833 Peter von Becker (1778–1848), bayerischer Generalleutnant und Baumeister
- Peter Becker (Politiker, 1804) (1804–1884), deutscher Politiker, Abgeordneter der 2. Kammer der Landstände des Großherzogtums Hessen
- Peter Becker (Politiker, 1812) (1812–1900), deutscher Politiker, Bürgermeister in Eupen
- Peter Becker (Maler) (1828–1904), deutscher Maler und Lithograf
- Peter Becker, Pseudonym von Giuseppe Becce (1877–1973), italienischer Filmkomponist
- Peter Becker (Architekt) (1913–nach 1970), deutscher Architekt
- Peter Becker (Musikpädagoge) (1934–2018), deutscher Musiklehrer und Hochschullehrer
- Peter Becker (Maler, 1937) (1937–2017), deutscher Maler, Illustrator und Autor
- Peter Becker (Radsporttrainer) (* 1938), deutscher Radsporttrainer
- Peter Becker (Rechtsanwalt) (1941–2024), deutscher Jurist und Autor
- Peter Becker (Verbandsfunktionär) (* 1946), deutscher Bäcker und Verbandsfunktionär
- Peter von Becker (Journalist) (* 1947), deutscher Journalist
- Peter Becker (Sportsoziologe) (* 1949), deutscher Sportsoziologe und Hochschullehrer
- Peter Becker (Rechtsanwalt, 1950) (* 1950), deutscher Rechtsanwalt
- Peter Becker (Richter) (* 1955), deutscher Jurist und Richter
- Peter Becker (Radsportler) (* 1955), deutscher Radrennfahrer
- Peter Becker (Ruderer) (* 1956), deutscher Ruderer
- Peter Becker (Fußballspieler) (* 1958), deutscher Fußballspieler
- Peter Becker (Molekularbiologe) (* 1958), deutscher Biochemiker und Molekularbiologe
- Peter Becker (Historiker) (* 1962), österreichischer Historiker, Sozialwissenschaftler und Hochschullehrer
- Peter Becker (Tischtennisspieler) (* 1964), deutscher Tischtennisspieler
- Peter Becker (Schauspieler) (* 1979), deutscher Schauspieler
- Peter August Becker (vor 1772–nach 1801), hannoverscher Stück- und Glockengießer
- Peter Emil Becker (1908–2000), deutscher Neurologe, Humangenetiker und Hochschullehrer
- Peter H. Becker (* 1949), deutscher Biologe, Ornithologe und Hochschullehrer
- Peter Hermann Becker (1730–1788), deutscher Theologe
- Peter-René Becker (* 1949), deutscher Biologe und Völkerkundler
- Petra Becker (Bürgermeisterin) (* 1961), deutsche Juristin und Bürgermeisterin
- Petra Becker (Eisschnellläuferin) (* 1967), deutsche Eisschnellläuferin
- Philip Hitschler-Becker (* 1987), deutscher Unternehmer
- Philipp Becker (Jurist) (1702–1747), deutscher Jurist und Hochschullehrer
- Philipp August Becker (1862–1947), deutscher Romanist
- Philipp Jakob Becker (1763–1829), deutscher Maler

### R
- Raffael Becker (1922–2013), deutscher Kunstmaler
- Raimo Becker-Haumann (* 1963), deutscher Geologe und Paläontologe
- Raimund Becker (* 1959), deutscher Jurist und Beamter
- Rainald Becker (Journalist) (* 1959), deutscher Fernsehjournalist
- Rainald Becker (Historiker) (* 1971), deutscher Historiker
- Rainer Becker (Pianist) (* 1955), deutscher Pianist und Hochschullehrer
- Rainer Becker (Tennisspieler) (bl. 1962–66), deutscher Tennisspieler
- Rainer Becker (Koch) (* 1962), deutscher Koch und Gastronom
- Rainer Becker (Jurist) (* 1969), Jurist
- Rainer Becker (Rennfahrer), deutscher Rennfahrer
- Ralf Becker (* 1970), deutscher Fußballspieler
- Ralf Becker (Philosoph) (* 1975), deutscher Philosoph und Hochschullehrer
- Ralph Becker (Heimatforscher) (* 1950/1951), deutscher Heimatforscher
- Ralph Becker (Politiker) (* 1952), US-amerikanischer Jurist und Politiker
- Ralph Elihu Becker (1907–1994), US-amerikanischer Diplomat
- Ralph S. Becker (Ralph Sherman Becker; 1925–2013), US-amerikanischer Chemiker
- Regina Becker-Schmidt (1937–2024), deutsche Soziologin
- Reinard Becker (* 1940), deutscher Physiker und Hochschullehrer für Angewandte Physik
- Reiner Becker (* 1971), deutscher Politikwissenschaftler
- Reinhard Becker (Musikpädagoge, I), deutscher Musikpädagoge und Hochschullehrer (Gesang)
- Reinhard Becker (Musikpädagoge, II) (* 1949), deutscher Pianist, Musikwissenschaftler und Hochschullehrer (Klavier)
- Reinhard Becker (Grafikdesigner) (* 1954), deutscher Grafikdesigner, Verleger und Autor
- Reinhard Becker (Sänger), deutscher Sänger (Tenor)
- Reinhard Paul Becker (1928–2006), deutscher Schriftsteller und Germanist
- Reinhold von Becker (Reinholdus von Becker; 1788–1858), Professor, Philologe und Zeitungsverleger
- Reinhold Becker (Komponist) (1842–1924), deutscher Violinist, Arrangeur und Komponist, Leiter der Dresdner Liedertafel
- Reinhold Becker (Unternehmer) (1866–1924), deutscher Stahlindustrieller und Manager
- Reinhold Becker (Filmproduzent) (Reinhard Becker; 1897–1945), in London geborener Filmproduzent und Toningenieur
- Reinhold Becker (Schwimmer) (* 1959), deutscher Schwimmer, mehrfacher deutscher Meister
- Renate Becker (* 1935), deutsche Schauspielerin
- René Louis Becker (1882–1956), französisch-amerikanischer Komponist, Organist und Pianist
- Richard Becker (Politiker) (1884–1969), deutscher Politiker
- Richard Becker (Physiker) (1887–1955), deutscher Physiker
- Richard Becker (Maler) (1888–1956), deutscher Maler
- Richard Becker (Journalist) (* 1926), deutscher Journalist und Intendant des Deutschlandfunks
- Richard Becker (Sportjournalist) (* 1946), deutscher Sportredakteur bei der FAZ (ab 1973)
- Richard Becker (Tennisspieler) (* 1991), deutscher Tennisspieler
- Robert Becker (Publizist) (1916–2014), deutscher Publizist und Aktivist
- Robert Becker (Regisseur) (1946–1993), US-amerikanischer Regisseur
- Robert Becker (Shorttracker) (* 1987), deutscher Shorttracker
- Robert O. Becker (1923–2008), US-amerikanischer Mediziner
- Robin Becker (Schriftstellerin) (* 1951), US-amerikanische Schriftstellerin und Hochschullehrerin
- Robin Becker (Schauspieler) (* 1990), deutscher Schauspieler
- Robin Becker (Fußballspieler) (* 1997), deutscher Fußballspieler
- Roland Becker (1940–2021), deutscher Politiker (CDU)
- Rolf Becker (Mediziner) (1906–1999), deutscher Mediziner
- Rolf Becker (Dichter) (1912–1984), deutscher Dichter
- Rolf Becker (Verleger) (1920–2014), deutscher Verleger
- Rolf Becker (1923–2014), deutsch-britischer Schriftsteller, siehe Rolf und Alexandra Becker
- Rolf Becker (Journalist) (1928–2022), deutscher Journalist und Autor
- Rolf Becker (Volkskünstler) (Knete-Becker; 1929–2008), deutscher Volkskünstler
- Rolf Becker (Schauspieler) (* 1935), deutscher Schauspieler
- Rolf Becker (Soziologe) (* 1960), deutscher Bildungssoziologe
- Roman Becker (1879–1949), deutscher Politiker (SPD)
- Rose Becker, deutsche Schauspielerin
- Rudi Becker (* 1954), deutscher Ingenieur
- Rüdiger Becker (1927–2003), deutscher Mund-, Kiefer und Gesichtschirurg und Hochschullehrer
- Rüdiger Becker (Journalist) (* 1951), deutscher Journalist, Redaktionsleiter beim SDR
- Rudolf Becker (Maler) (1856–nach 1891), deutscher Maler
- Rudolf Becker (Bauingenieur) (1903–1984), Schweizer Brückenbauingenieur
- Rudolf Becker (Unternehmer) (1937–2022), deutscher Gastronom
- Rudolf Becker-Casademont (* 1950), deutscher Internist und Hochschullehrer für Physikalische Medizin
- Rudolf Becker-Krug (1822–1903), Schweizer Baumwollfabrikant
- Rudolf Becker-Wahl (* 1954), deutscher Architekt
- Rudolf Streiff-Becker (1873–1959), Schweizer Unternehmer und Gletscherforscher
- Rudolf Albert Becker-Heyer (1862–1928), deutscher Maler
- Rudolph Zacharias Becker (1752–1822), deutscher Schriftsteller, Journalist und Verlagsbuchhändler
- Rupert Becker (1759–1823), deutscher Schriftsteller und Jurist
- Ruth Becker, Geburtsname von Ruth Engelhard (1909–1975), deutsche Leichtathletin
- Ruth Becker (Sprachheilpädagogin) (1928–2017), deutsche Sprachheilpädagogin und Hochschullehrerin
- Ruth Becker (Volkswirtin) (* 1944), deutsche Raumplanerin, Frauenforscherin und Hochschullehrerin
- Ruth Elizabeth Becker (1899–1990), US-amerikanische Überlebende der Titanic

### S
- Sabina Becker (* 1961), deutsche Germanistin, Literaturwissenschaftlerin und Hochschullehrerin
- Sabine Becker (Eisschnellläuferin) (* 1959), deutsche Eisschnellläuferin
- Sabine Becker (Politikerin) (* 1965), deutsche Politikerin (parteilos, zuvor CDU)
- Sabine Becker (Chemikerin) (* 1986), deutsche Chemikerin und Hochschullehrerin
- Samuel William Becker (S. William Becker; 1894–1964), US-amerikanischer Dermatologe
- Sandra Becker (* 1967), deutsche Videokünstlerin
- Sarah Becker (* 1976), deutsche Schauspielerin
- Sascha Becker (* 1975), deutscher Fernsehmoderator und -journalist
- Sean Becker (* 1975), neuseeländischer Curler
- Sebastian Becker (Schauspieler) (* 1979), deutscher Schauspieler und Hörspielsprecher
- Sebastian Becker (Fußballspieler) (* 1985), deutscher Fußballspieler
- Sheraldo Becker (* 1995), niederländischer Fußballspieler
- Siegfried Becker (* 1958), deutscher Volkskundler und Märchenforscher
- Sophia Becker-Leber (1869–1952), deutsche Malerin
- Sophie Becker (* 1997), irische Sprinterin
- Sophinette Becker (1950–2019), deutsche Psychotherapeutin und Sexualwissenschaftlerin
- Stefan Becker (* 1957), deutscher Maler, Radierer und Kunstpädagoge
- Stefanie Becker (* 1982), deutsche Fußballspielerin
- Stefanie I. Becker (* 1976), deutsche Experimentalpsychologin
- Steffi Deparade-Becker (* 1954), deutsche Malerin und Grafikerin
- Stephan Becker (Psychoanalytiker) (1949–2019), deutscher Psychologe und Psychoanalytiker
- Stephan Becker (Virologe) (* 1960), deutscher Virologe und Hochschullehrer
- Stephan Becker (Jazzpianist) (* 1972), deutscher Jazzpianist
- Susanne Becker (Malerin) (* 1953), deutsche Malerin, Illustratorin und Autorin
- Susanne Becker (Schriftstellerin, 1961) (* 1961), deutsche Literaturwissenschaftlerin, Schriftstellerin und Redakteurin
- Susanne Becker (Fußballspielerin) (* 1971), deutsche Fußballtorhüterin
- Susanne Becker (Schriftstellerin, 1974) (* 1974), deutsche Schriftstellerin und Requisiteurin
- Susanne Becker (Psychologin) (* 1979), deutsche Psychologin und Hochschullehrerin
- Sven Becker (Mediziner) (* 1968), deutscher Gynäkologe, Onkologe und Hochschullehrer
- Sven Becker (Volkswirt) (* 1968), deutscher Volkswirt und Industriemanager

### T
- Tabea Becker (* 1970), deutsche Germanistin
- Tanja Becker-Bender (* 1978), deutsche Violinistin
- Theo Becker (1872–1933), deutscher Neurologe und Psychiater, siehe Theophil Becker
- Theo Becker (Violinist) (1913–1991), deutscher Violinist
- Theo Becker (Mediziner, 1916) (Heinz Theodor Becker; 1916–1991), deutscher Chirurg und Hochschullehrer
- Theo Becker (Önologe) (1927–2006), deutscher Önologe
- Theo Becker (Schauspieler) (Théo Becker Oliveira; * 1976), brasilianischer Schauspieler und Sänger
- Theodor Becker (Pädagoge) (1822–1895), deutscher Pädagoge
- Theodor Becker (Zoologe) (1840–1928), deutscher Bauingenieur und Insektenkundler
- Theodor Becker (Schauspieler) (1880–1952), deutscher Schauspieler
- Theodor Becker (Pflanzenzüchter) (1901–1980), deutscher Pflanzenzüchter
- Theophil Becker (1872–nach 1924), deutscher Militärarzt, Neurologe und Psychiater
- Théophile Becker (1906–1942), luxemburgischer römisch-katholischer Geistlicher und Märtyrer
- Thomas Becker (Bobfahrer) (* 1948), US-amerikanischer Bobfahrer
- Thomas Becker (Architekt) (1953–2006), deutscher Architekt.
- Thomas Becker (Germanist) (1955–2014), deutscher Germanist
- Thomas Becker (Mediziner, 1956) (* 1956), deutscher Psychiater und Hochschullehrer
- Thomas Becker (Bildhauer) (* 1957), deutscher Bildhauer
- Thomas Becker (Kulturwissenschaftler) (* 1960), deutscher Kulturwissenschaftler
- Thomas Becker (Komponist) (* 1962), deutscher Komponist
- Thomas Becker (Mediziner, 1964) (* 1964), deutscher Chirurg und Hochschullehrer
- Thomas Becker (Brauwissenschaftler) (* um 1966), deutscher Brauwissenschaftler
- Thomas Becker (Kanute) (* 1967), deutscher Kanute
- Thomas Becker (Radsportler) (* 1971), deutscher Radsportler
- Thomas Becker (Archäologe) (* 1971), deutscher Historiker und Archäologe
- Thomas Becker (Produzent), deutscher Filmproduzent
- Thomas Becker (Kanute, 1990) (* 1990), deutscher Kanute
- Thomas Andrew Becker (1832–1899), US-amerikanischer Geistlicher, Bischof von Savannah
- Thorsten Becker (Schriftsteller) (* 1958), deutscher Schriftsteller
- Thorsten Becker (Fußballspieler) (* 1980), deutscher Fußballspieler
- Thorsten Becker (Geophysiker), Geophysiker
- Tilla Becker (* 1981), deutsche Basketballspielerin
- Tilman Becker (* 1954), deutscher Agrarökonom, Hochschullehrer und Glücksspielexperte
- Tim Becker (Bauchredner) (* 1981), deutscher Bauchredner und Comedian
- Timo Becker (Fußballspieler, 1967) (* 1967), deutscher Fußballspieler
- Timo Becker (Fußballspieler, 1989) (* 1989), deutscher Fußballspieler
- Timo Becker (Fußballspieler, 1997) (* 1997), deutscher Fußballspieler
- Tobias Becker (DJ) (* 1978), deutscher DJ
- Tobias Becker (Historiker) (* 1980), deutscher Historiker
- Tobias Becker (Jazzmusiker) (* 1984), deutscher Jazzmusiker, Komponist und Arrangeur
- Tobias Johannes Becker (1649–1710), tschechischer Geistlicher, Bischof von Königgrätz
- Tom Becker (Basketballtrainer) (* 1950), US-amerikanischer Basketballtrainer
- Tom Becker (Musiker) (* um 1970), deutscher Musiker
- Tom Becker (Baseballspieler) (* 1975), australischer Baseballspieler
- Tom Becker (Hörfunkmoderator) (* 1979), deutscher Hörfunkmoderator
- Tom Becker (Autor) (* 1981), britischer Kinderbuchautor
- Tom Becker (Bibliothekar) (* 1973), deutscher Bibliothekar
- Tony Becker (* 1963), US-amerikanischer Schauspieler

### U
- Udo Becker (* 1957), deutscher Verkehrswissenschaftler
- Uli Becker (* 1953), deutscher Schriftsteller
- Ulrich Becker (Verwaltungsjurist) (1916–1991), deutscher Jurist und Verwaltungswissenschaftler
- Ulrich Becker (Theologe) (* 1930), deutscher Theologe und Hochschullehrer
- Ulrich Becker (Musiker) (* 1954), deutscher Oboist
- Ulrich Becker (Esperantist) (* 1958), deutscher Verleger und Schriftsteller
- Ulrich Becker (Rechtswissenschaftler) (* 1960), deutscher Rechtswissenschaftler
- Ulrich Becker (Richter) (* 1964), deutscher Jurist und Richter
- Ulrich Becker (Künstler) (* 1966), deutscher Künstler
- Ulrich Justus Hermann Becker (1791–1843), deutscher Gymnasiallehrer
- Ulrike Becker (Übersetzerin) (* 1959), deutsche Übersetzerin und Kulturmanagerin
- Ulrike Becker (Fußballspielerin) (* 1973), deutsche Fußballspielerin
- Ursula Becker-Mosbach (1922–2002), deutsche Architekturfotografin und Kunsthistorikerin
- Uwe Becker (Physiker) (1947–2013), deutscher Physiker
- Uwe Becker (Satiriker) (* 1954), deutscher Satiriker
- Uwe Becker (Leichtathlet) (* 1955), deutscher Mittelstreckenläufer
- Uwe Becker (Fußballspieler) (* 1959), deutscher Fußballspieler
- Uwe Becker (Theologe, 1959) (* 1959), deutscher evangelischer Theologe und Sozialethiker
- Uwe Becker (Theologe, 1961) (* 1961), deutscher evangelischer Theologe
- Uwe Becker (Politiker) (* 1969), deutscher Politiker
- Uwe Alexander Becker (* 1963), deutscher Brigadegeneral des Heeres der Bundeswehr

### V
- Valentin Eduard Becker (1814–1890), deutscher Komponist und Würzburger Stadtkämmerer
- Verena Becker (* 1952), deutsche Terroristin
- Vitalie Becker (* 2005), deutscher Fußballspieler
- Volker Becker (* 1946), deutscher Fußballspieler
- Volker Becker (Mediziner) (1922–2008), deutscher Pathologe und Hochschullehrer

### W
- Walter Becker (Maler) (1893–1984), deutscher Maler
- Walter Becker (Straßenbauingenieur) (1901–1984), deutscher Straßenbauingenieur und Wegbereiter des Asphaltstraßenbaus
- Walter Becker (Jurist) (1905–1984), deutscher Jurist und Autor
- Walter Becker (Leichtathlet) (1906–??), deutscher Leichtathlet
- Walter Becker (Mediziner) (1920–1990), deutscher HNO-Arzt und Hochschullehrer
- Walter Becker (Historiker) (1931–2017), deutscher Wirtschaftshistoriker
- Walter Becker (Radsportler) (1932–2012), deutscher Radrennfahrer
- Walter Becker (Musiker, 1950) (1950–2017), US-amerikanischer Rockmusiker, Arrangeur und Produzent
- Walter Becker (Musiker, 1956) (* 1956), deutscher Tango-Musiker, Sänger und Theaterregisseur.
- Walter Gustav Becker (1905–1985), deutscher Jurist und Hochschullehrer
- Walter Johannes Becker (1886–??), deutscher Bildhauer und Medailleur
- Walther Becker (1894–1973), deutscher Diplomat
- Wayland Becker (1910–1984), US-amerikanischer American-Football-Spieler
- Werner Becker (Theologe) (1904–1981), deutscher Theologe und Jurist
- Werner Becker (Unternehmer) (1913–nach 1980), deutscher Unternehmer
- Werner Becker (Jurist) (1918–1998), deutscher Nationalökonom und Jurist
- Werner Becker (Kunsthistoriker) (1924–1984), deutscher Kunsthistoriker und Museumsleiter
- Werner Becker (Psychoanalytiker) (1927–1980), deutscher Psychoanalytiker und Aktivist
- Werner Becker (Philosoph) (1937–2009), deutscher Philosoph und Hochschullehrer
- Werner Becker (Zahnmediziner) (* 1942), deutscher Zahnarzt und Hochschullehrer
- Werner Becker (Musiker) (auch Anthony Ventura; * 1943), deutscher Musiker und Musikproduzent
- Werner Becker (Physiker), deutscher Astrophysiker
- Wieland Becker (* 1957), deutscher Bauingenieur und Professor für das Lehr- und Forschungsgebiet Holz
- Wilhard Becker (1927–2017), deutscher Baptistenpastor, Schriftsteller und Psychotherapeut
- Wilhelm Becker (Politiker, I), deutscher Politiker, MdL Sachsen
- Wilhelm von Becker (1835–1924), deutscher Politiker, Bürgermeister von Düsseldorf und Köln
- Wilhelm Becker (Admiral) (1860–1933), deutscher Konteradmiral
- Wilhelm Becker (Botaniker) (1874–1928), deutscher Botaniker
- Wilhelm Becker (Politiker, 1883) (1883–1956), deutscher Unternehmer, Schmuckfabrikant und Oberbürgermeister der Stadt Pforzheim
- Wilhelm Becker (Politiker, 1886) (1886–nach 1933), deutscher Landrat
- Wilhelm Becker (Politiker, 1891) (1891–1957), deutscher Politiker (NSDAP), MdR
- Wilhelm Becker (Astronom) (1907–1996), deutscher Astronom und Hochschullehrer
- Wilhelm Becker (Unternehmer) (1913–1994), deutscher Automobilhändler
- Wilhelm Becker (Zoologe) (1937–2005), deutscher Zoologe und Hochschullehrer in Hamburg
- Wilhelm Adolf Becker (1796–1846), deutscher Archäologe und Historiker
- Wilhelm Gottlieb Becker (auch Gottlieb Wilhelm Becker; 1753–1813), deutscher Schriftsteller
- Wilhelm Gustav Becker (1812–1874), deutsch-russischer Arzt, Pharmakologe und Hochschullehrer
- Wilhelm Hermann Becker (1883–nach 1933), deutscher Politiker (DVP, NSFP), MdL Preußen
- Wilhelm Josef Becker (1890–1974), deutscher Journalist und Schriftsteller
- Wilhelm Maria Becker (1843–1906), deutscher Historiker und Archivar
- Wilhelm Martin Becker (1874–1957), deutscher Lehrer und Historiker
- Wilhelm P. Becker (1887–1972), deutscher Lehrer, Lyriker und Dramatiker
- Willi Becker (1918–1977), deutscher Politiker (SPD)
- Willi Becker (Unternehmer) (1921–1985), deutscher Ingenieur und Unternehmensgründer
- William Becker (Architekt) (1875–1956), deutscher Architekt und Baumeister
- William Becker (Theaterkritiker) (1927–2015), US-amerikanischer Theaterkritiker und Filmverleiher
- Willy Becker (Intendant) (1881–1956), deutscher Theaterregisseur und -intendant
- Willy Becker (Politiker, 1890) (1890–1945), deutscher Politiker (NSDAP)
- Willy Becker (Politiker, 1891) (1891–1950), deutscher Politiker (SED)
- Willy Becker (Maler) (1903–1987), deutscher Maler
- Winfried Becker (Historiker) (* 1941), deutscher Historiker und Hochschullehrer
- Winfried Becker (Politiker) (* 1960), deutscher Politiker (SPD)
- Wolf Bertram Becker (* 1964), deutscher Maler aus Weimar
- Wolfgang Becker (Regisseur, 1910) (1910–2005), deutscher Filmregisseur und Produzent
- Wolfgang Becker (Kunsthistoriker) (1936–2024), deutscher Kunsthistoriker und Museumsdirektor
- Wolfgang Becker (Politiker) (* 1938), deutscher Politiker (SPD)
- Wolfgang Becker (Medienwissenschaftler) (1943–2012), deutscher Medienwissenschaftler
- Wolfgang Becker (Mediziner) (1952–2002), deutscher Nuklearmediziner
- Wolfgang Becker (Wirtschaftswissenschaftler) (1953–2023), deutscher Wirtschaftswissenschaftler
- Wolfgang Becker (Regisseur, 1954) (1954–2024), deutscher Filmregisseur
- Wolfgang Becker (Poolbillardspieler), deutscher Poolbillardspieler
- Wolfgang Becker (Koch) (* 1968),  deutscher Koch
- Wolfgang Becker-Brüser (* 1949), deutscher Arzt und Apotheker
- Wolfgang Helmut Becker (1922–2010), deutscher Chirurg

### Y
- Yannic Becker (* 1988), deutscher Filmschauspieler
- Yannis Becker (* 1991), deutscher Fußballspieler

### Z
- Zdenka Becker (* 1951), slowakisch-österreichische Schriftstellerin